# Giovanna d'Arco
Giovanna d'Arco, detta la pulzella d'Orléans (in francese Jeanne d'Arc, in francese medio Jehanne Darc, pronuncia: /ʒə.ˈanə dark/; Domrémy, 6 gennaio 1412 – Rouen, 30 maggio 1431), è stata un'eroina nazionale francese. Beatificata nel 1909, è stata proclamata santa da papa Benedetto XV nel 1920.
Recuperò alla Francia parte del territorio caduto in mano agli inglesi durante la Guerra dei cent'anni, contribuendo a risollevarne le sorti, guidando vittoriosamente le armate francesi contro quelle inglesi. Catturata dai Borgognoni davanti a Compiègne, Giovanna fu venduta agli inglesi da Giovanni di Lussemburgo, vassallo del re d'Inghilterra. Questi la sottoposero a processo per eresia, al termine del quale fu condannata al rogo e arsa viva il 30 maggio 1431. Nel 1456 papa Callisto III, al termine di una seconda inchiesta, dichiarò la nullità di tale processo.
Beatificata nel 1909 da Pio X e canonizzata nel 1920 da Benedetto XV, nel 1922 Giovanna fu proclamata santa patrona della Francia.

## Infanzia e giovinezza

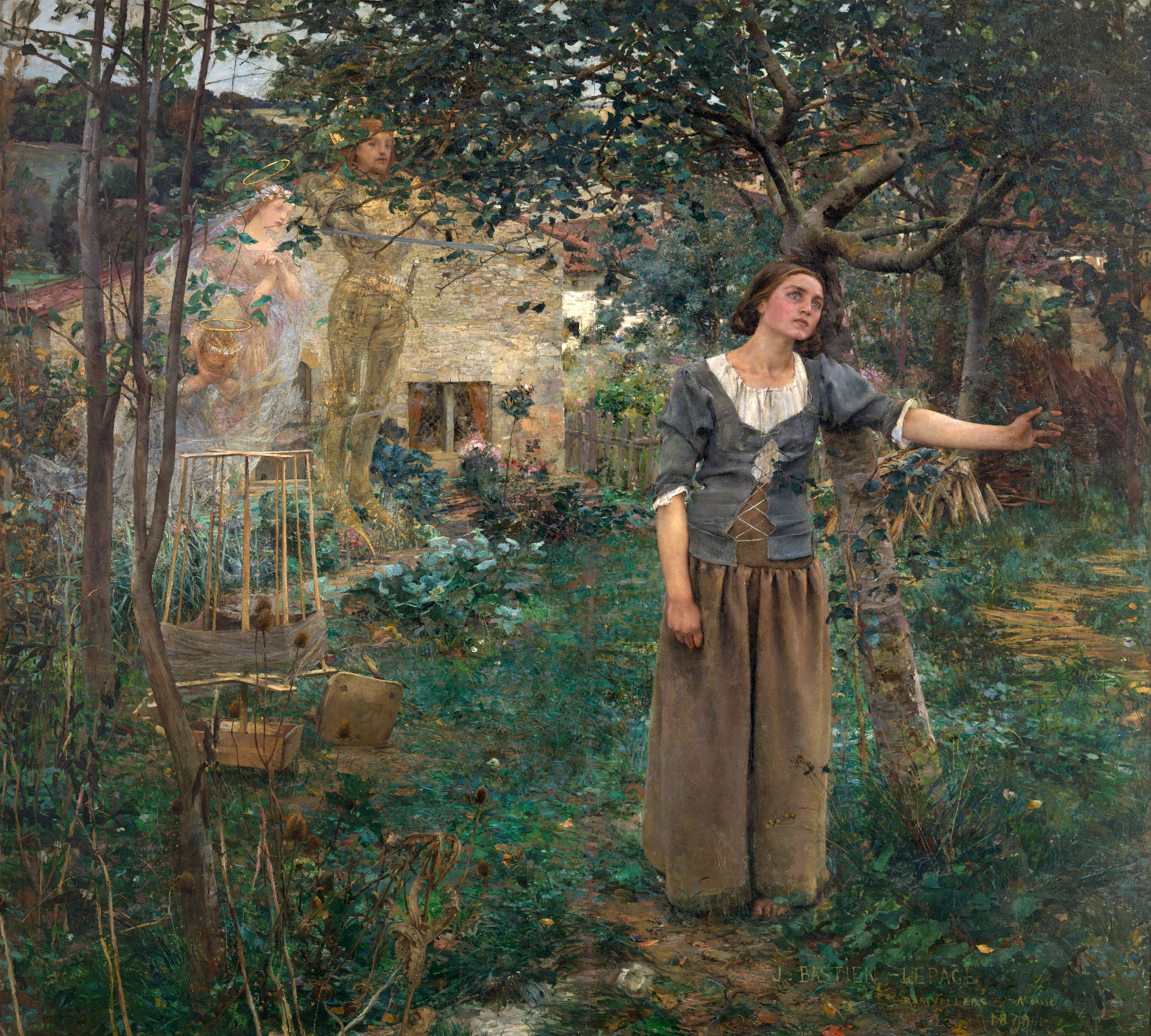
Jeanne d'Arc, olio su tela di Jules Bastien-Lepage (1879; New York, Metropolitan Museum of Art).

Giovanna nacque a Domrémy (oggi Domrémy-la-Pucelle), da Jacques Darc e Isabelle Romée, in una famiglia di contadini della Lorena, ma appartenente alla parrocchia di Greux e alla castellania di Vaucouleurs, soggetta alla sovranità francese. Giovanna, secondo le testimonianze del tempo, era una ragazzina molto devota e caritatevole; nonostante la giovane età visitava e confortava i malati e non era insolito che offrisse il proprio giaciglio ai senzatetto per dormire lei stessa per terra, sotto la copertura del camino.
All'età di tredici anni iniziò a udire "voci celestiali" spesso accompagnate da un bagliore e da visioni dell'arcangelo Michele, di santa Caterina e di santa Margherita, come sosterrà in seguito. La prima volta che queste "voci" le si palesarono, secondo il suo stesso racconto reso durante il processo per eresia subíto a Rouen nel 1431, Giovanna si trovava nel giardino della casa paterna; era il mezzodì di un giorno d'estate: sebbene sorpresa e impaurita da quell'esperienza, Giovanna decise di consacrarsi interamente a Dio facendo voto di castità «per tutto il tempo che a Dio fosse piaciuto».
Nell'estate del 1428, a causa della guerra dei cent'anni che opponeva il regno di Francia al regno d'Inghilterra e alla Borgogna, la sua famiglia fuggì dalla valle della Mosa verso Neufchâteau, per sottrarsi alle devastazioni provocate dalle truppe di Antoine de Vergy, capitano borgognone. Era da poco iniziato il 1429 quando gli inglesi erano ormai prossimi a occupare completamente Orléans, cinta d'assedio sin dall'ottobre del 1428: la città, sul lato settentrionale della Loira, per la posizione geografica e il ruolo economico, aveva un valore strategico quale via d'accesso alle regioni meridionali; per Giovanna, che sarebbe diventata figura emblematica della storia di Francia, fu quello il momento - sollecitata dalle "voci" che diceva di sentire - per correre in aiuto di Carlo, Delfino di Francia, nella guerra per il trono contro gli inglesi e i loro alleati borgognoni.
Come Giovanna stessa dichiarerà sotto interrogatorio, in un primo tempo ella mantenne il più stretto riserbo su queste apparizioni sovrannaturali, che all'inizio le parlavano della sua vita privata e che solo successivamente l'avrebbero spinta a lasciare la propria casa per guidare l'esercito francese. Tuttavia i suoi genitori dovettero intuire qualcosa del cambiamento che stava avvenendo nella ragazza, forse anche allertati da qualche confidenza che Giovanna stessa si era lasciata sfuggire, come avrebbe ricordato molti anni dopo un suo amico di Domrémy, e decisero di darla in sposa a un giovane di Toul. Giovanna rifiutò la proposta di matrimonio e il suo fidanzato la citò in giudizio dinanzi al tribunale episcopale. Ascoltate entrambe le parti, il tribunale diede ragione a Giovanna, dal momento che il fidanzamento era avvenuto senza il suo assenso.
Vinta anche la resistenza dei genitori, la ragazza ebbe di nuovo libertà di azione e poté dedicarsi alla sua missione. La prima tappa del suo viaggio la portò sino a Vaucouleurs dove, con l'appoggio dello zio Durand Laxart, riuscì a incontrare il capitano della piazzaforte, Robert de Baudricourt. Questi, al primo incontro, il 13 maggio 1428, la schernì rimandandola a casa come una povera folle. Per nulla demoralizzata dall'insuccesso, Giovanna si recò altre due volte presso il capitano di Vaucouleurs e questi, forse spinto dal consenso che Giovanna sapeva raccogliere tanto tra il popolo quanto tra i suoi uomini, mutò parere sul suo conto, sino a convincersi (non prima di averla sottoposta a una sorta di esorcismo da parte di un curato del luogo, Jean Fournier) della sua buona fede e ad affidarle una scorta che l'accompagnasse al cospetto del sovrano, come la ragazza chiedeva.

## Le gesta belliche
Il viaggio di Giovanna da Vaucouleurs a Chinon per incontrarsi col «gentile Delfino», per usare le sue stesse parole, suscitò di per sé non poco interesse. Districandosi tra i confini sempre incerti e sfumati tra villaggi francesi e anglo-borgognoni per undici giorni, recando con sé la promessa di un aiuto sovrannaturale che sarebbe stato in grado di rovesciare le sorti della guerra, ormai apparentemente segnate, l'esiguo drappello rappresentava l'ultima speranza per il partito che ancora sosteneva il "re di Bourges", come veniva sprezzantemente chiamato Carlo VII dai suoi detrattori. Il Bastardo d'Orléans inviò due suoi fidi a Chinon, dove la Pulzella era giunta dopo essere passata per Gien, per raccogliere informazioni, e l'intero paese ne attendeva le gesta.

### L'incontro con il Delfino

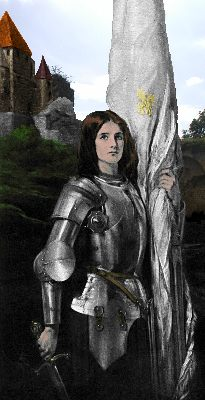
Ritratto agiografico di Giovanna d'Arco.

Senza neppure avvisare i suoi genitori, Giovanna partì da Vaucouleurs il 13 febbraio 1429, diretta a Chinon, accompagnata da un manipolo guidato da un corriere reale, Colet de Vienne, e composto da Jean de Metz e Bertrand de Poulengy, uomini di fiducia di Robert de Baudricourt, seguiti ciascuno da un proprio servitore, e da Richard Larcher, anch'egli soldato al servizio del capitano di Vaucouleurs. Il piccolo drappello percorse una non facile via fra territori contesi, giungendo al castello di Chinon all'inizio del mese di marzo. Il fatto di essere scortata dagli uomini di un capitano fedele al Delfino probabilmente giocò non poco a favore dell'incontro con quest'ultimo.
Presentandosi a Carlo, dopo due giorni di attesa, nella grande sala del castello, durante un'assemblea imponente e alla presenza di circa trecento nobili, Giovanna gli si avvicinò senza indugio e si inginocchiò dicendo: «Nobilissimo signor Delfino». Carlo, fingendosi stupito, indicò il conte di Clermont - che si era vestito con abiti regali proprio per mettere alla prova la contadinella - dicendo: «È questo il re». Giovanna continuò imperterrita a rivolgersi a Carlo, affermando che «il re di Francia è il Re dei Cieli», e di essere stata inviata da Dio per portare soccorso a lui e al suo reame. Tuttavia il Delfino, non fidandosi ancora completamente di lei, la sottopose a un primo esame in materia di fede nella stessa Chinon, dove la ragazza fu ascoltata da alcuni ecclesiastici di chiara fama, fra cui il vescovo di Castres, confessore dello stesso Carlo.
Appresi i resoconti degli ecclesiastici, la inviò quindi a Poitiers. Qui Giovanna subì un secondo esame, più approfondito, protrattosi per circa tre settimane: fu interrogata da un gruppo di teologi in parte provenienti dalla giovane Università di Poitiers, nata nel 1422, oltre che dal cancelliere di Francia, e arcivescovo di Reims, Regnault de Chartres. Solo quando la giovane ebbe superato questa prova Carlo, convintosi, decise di affidarle un intendente, Jean d'Aulon, nonché l'incarico di "accompagnare" una spedizione militare - pur non ricoprendo alcun incarico ufficiale - in soccorso di Orléans assediata e difesa dal Bastardo d'Orléans, mettendo così nelle sue mani, di fatto, le sorti della Francia.
Giovanna iniziò pertanto la riforma dell'armata trascinando con il suo esempio le truppe francesi e imponendo uno stile di vita rigoroso e quasi monastico: fece allontanare le prostitute che seguivano l'esercito, bandì ogni violenza o saccheggio, vietò che i soldati bestemmiassero; impose loro di confessarsi e fece riunire intorno al suo stendardo l'esercito in preghiera due volte al giorno, al richiamo del suo confessore, Jean Pasquerel. Il primo effetto fu quello di instaurare un rapporto di reciproca fiducia tra la popolazione civile e i suoi difensori i quali, invece, avevano l'inveterata abitudine di tramutarsi da soldati in briganti quando non erano impegnati in azioni di guerra. Soldati e capitani, contagiati dal carisma della giovane, sostenuti dalla popolazione di Orléans, si prepararono alla riscossa.

### L'assedio d'Orléans

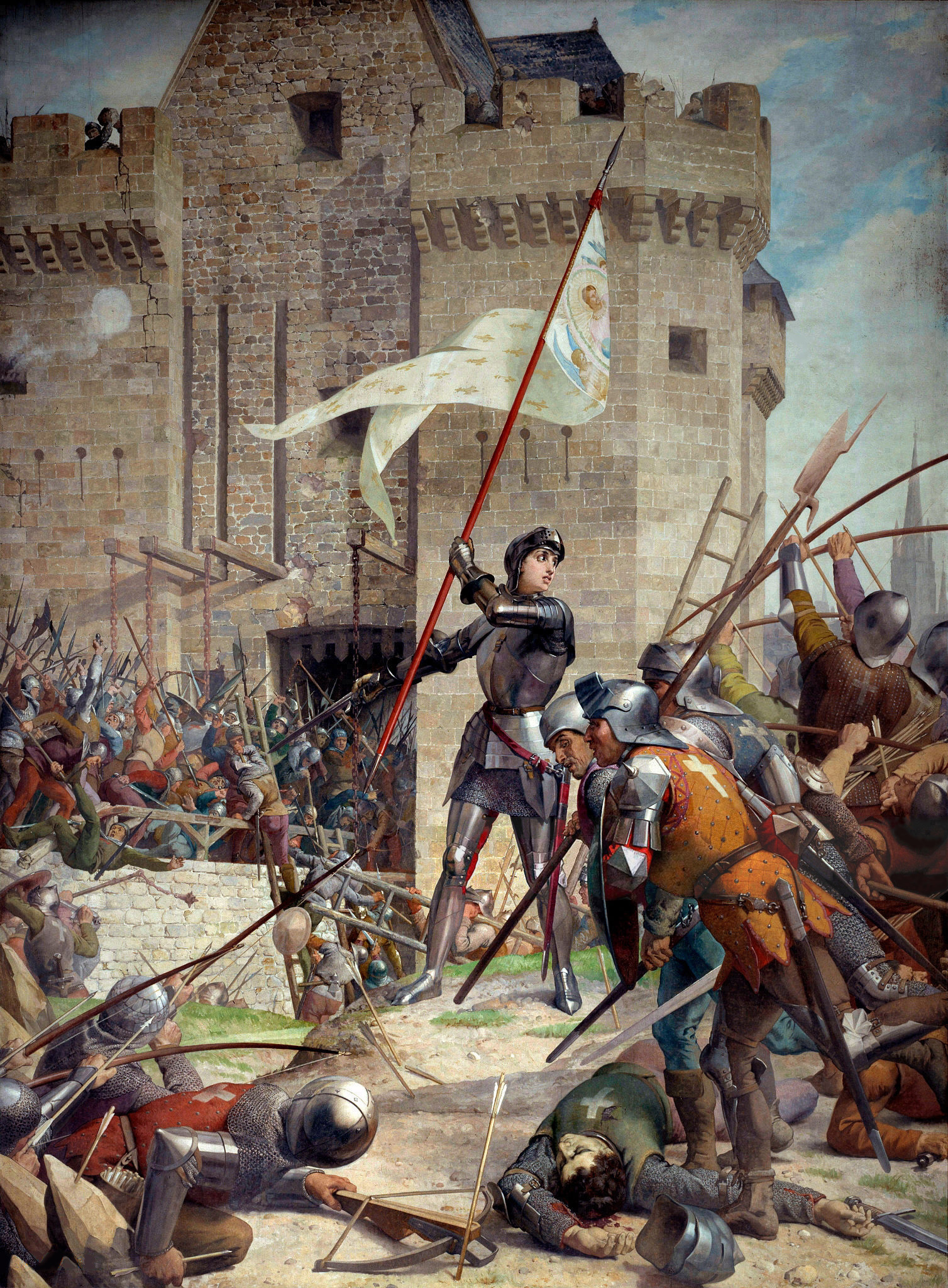
Giovanna all'assedio di Orléans, quadro di Jules Eugène Lenepveu (1886-1890), esposto al Panthéon de Paris.

Sebbene non le fosse stata affidata formalmente alcuna carica militare, Giovanna divenne ben presto una figura centrale nelle armate francesi: vestita da soldato, impugnando la spada e un bianco stendardo con raffigurato Dio benedicente il fiordaliso francese e ai lati gli arcangeli Michele e Gabriele, ormai comunemente conosciuta da tutti come Jeanne la Pucelle ossia Giovanna la Pulzella (così come le "voci" l'avevano chiamata) raccolse un gran numero di volontari da tutto il regno e guidò le truppe infervorate in battaglia contro gli inglesi. Questi, il 12 ottobre 1428, erano arrivati a porre l'assedio a Orléans, chiave di volta della valle della Loira, nella Francia centrale. Se la città fosse caduta, l'intera Loira meridionale sarebbe stata presa; la stessa Chinon, sede della corte di Carlo, non era molto lontana.
Orléans era accerchiata dagli inglesi, che avevano conquistato, costruito o fortificato undici avamposti intorno alla città, dai quali tenevano l'assedio: le Tourelles (all'estremità meridionale del ponte sulla Loira), la bastia di Champ Saint-Privé, le fortificazioni degli Augustins, di Saint-Jean-le-Blanc (sulla riva meridionale della Loira), le bastie di Saint-Laurent, della Croix-Boissée, di Saint-Loup, le tre dette "Londre", "Rouen" e "Paris" (sulla riva settentrionale della Loira), e infine la bastia di Charlemagne (sull'isola omonima).
In tal modo, le comunicazioni fluviali erano bloccate a valle della città da tre bastie (Saint-Laurent e Champ Saint-Privé, posizionate pressoché di fronte sulle opposte rive della Loira, all'altezza dell'isola di Charlemagne, dove la terza impediva un altrimenti facile attraversamento del fiume); inoltre, l'edificazione, nel marzo del 1429, della bastia di Saint-Loup ad est della città, sull'argine destro, in modo da controllare la via romana verso Autun, preannunciava la volontà di impedire ogni navigazione sulla Loira anche a monte.
Il lato settentrionale del ponte sulla Loira terminava nella fortezza dello Châtelet, ancora in mano francese, e culminava al centro nell'isola fortificata detta "Belle-Croix", dalla quale i difensori erano a portata di tiro e di voce del nemico, asserragliato nelle Tourelles. Ogni tentativo di infrangere la morsa che si stringeva sempre più intorno alla città era fallito. Il 12 febbraio 1429, dopo quattro mesi di assedio, il Bastardo d'Orléans aveva tentato una sortita che si era risolta nella disfatta della battaglia delle aringhe; peggio ancora, il 18 dello stesso mese, il conte di Clermont abbandonò Orléans insieme alle sue truppe, e così altri capitani.
Difesa da una guarnigione sempre più esile, stremata dalla carenza di vettovaglie, la popolazione convinse il Bastardo d'Orléans a lasciare che una delegazione guidata da Jean Poton de Xaintrailles raggiungesse il duca di Borgogna, Filippo il Buono, per chiedere la fine delle ostilità, anche se questo avrebbe significato il passaggio della città alla Borgogna senza colpo ferire. Il duca, interessato all'offerta, la sottopose agli alleati inglesi, che la respinsero: Orléans era evidentemente troppo importante perché potessero delegarne il controllo ai borgognoni. Il 17 aprile la delegazione guidata da Xaintrailles fu di ritorno. L'unico effetto, peraltro marginale, fu che i soldati borgognoni vennero richiamati, misura più che altro simbolica dal momento che la quasi totalità delle truppe assedianti era inglese. La situazione della città restava critica.
Gli assediati erano tuttavia riusciti a tenere libera la porta di Borgogna, sul lato orientale della cinta muraria, e quando Giovanna, lasciata Blois il 27 aprile, giunse sulla riva meridionale, in sella a un destriero bianco e preceduta da un lungo corteo di preti intonanti il Veni Creator, di fronte al piccolo borgo di Chécy, il 29 aprile, trovò ad attenderla il Bastardo d'Orléans, che la pregò di entrare in città per quella via mentre i suoi uomini compivano manovre diversive; l'armata di soccorso, approntata dal re con l'aiuto del capitano guascone La Hire e del duca d'Alençon, e i viveri - necessari per sfamare la popolazione allo stremo - che la Pulzella recava alla città, avrebbero invece atteso di poter essere traghettati attraverso il fiume non appena il vento fosse divenuto favorevole.
L'incontro tra il giovane comandante e Giovanna fu burrascoso; dinanzi alla decisione di attendere che il vento girasse in modo da consentire l'ingresso dei rifornimenti e degli uomini, Giovanna rimproverò aspramente l'uomo di guerra, sostenendo che suo compito sarebbe stato quello di condurre lei e l'esercito direttamente in battaglia. Il Bastardo d'Orléans non ebbe neppure tempo di replicare poiché pressoché subito il vento mutò direzione e divenne favorevole al transito sulla Loira, consentendo l'ingresso per via d'acqua dei viveri che Giovanna aveva recato con sé, mentre il corpo d'armata - circa 6500 uomini - tornò ad accamparsi a Blois.
Quella sera Giovanna, il cui arrivo era stato febbrilmente atteso fin dai primi di marzo, fece il suo ingresso in città tra una folla acclamante, sino all'abitazione che le era stata destinata, presso il tesoriere del duca d'Orléans, Jacques Boucher. Il giorno seguente, 30 aprile, Giovanna, che sulla via per Orléans era stata inaspettatamente raggiunta da due dei suoi fratelli, Giovanni e Pietro, che si erano uniti ai soldati, si recò dal Bastardo d'Orléans, ricevendo l'ordine di astenersi da qualsiasi azione di guerra fino all'arrivo dell'armata reale. Fremente d'impazienza, la ragazza si recò allora al bastione di "Belle-Croix" in modo da potersi rivolgere agli inglesi di guarnigione nelle Tourelles, intimando loro di arrendersi. Questi risposero colmandola d'ingiurie, gridandole di tornare a guardare le vacche e minacciando di bruciarla se l'avessero fatta prigioniera.
L'indomani il Bastardo d'Orléans partì per raggiungere il resto dell'armata, accampata a Blois. Qui trovò l'esercito quasi disperso; il cancelliere Regnault de Chartres, arcivescovo di Reims, da sempre ostile ai progetti della Pulzella e alle sue pretese rivelazioni sovrannaturali, non intendeva procedere oltre. Il Bastardo minacciò di arrestare i capitani se non si fossero messi immediatamente in marcia e dovette, d'altro canto, supplicare l'arcivescovo di proseguire fino alla città assediata. Infine, la mattina del 4 maggio, l'esercito raggiunse finalmente Orléans; ad attenderlo, fuori le mura, vi erano Giovanna e La Hire che, alla testa di un manipolo di soldati, ne protessero l'ingresso in città.
Nel frattempo Giovanna, rimasta a Orléans, si era recata a ispezionare le fortificazioni nemiche; il popolo la seguiva ovunque, fuori delle mura così come nelle processioni religiose, tanto stretto era il legame che si era creato in breve tempo fra la ragazza e la popolazione. Dopo che l'esercito fu al sicuro entro le mura, il Bastardo d'Orléans, subito dopo pranzo, si recò da Giovanna recandole la notizia che il capitano John Fastolf si stava avvicinando con un grosso contingente armato. La ragazza, felice forse perché per la prima volta un capitano la metteva a parte dei progetti militari, lo ammonì con spirito pungente di avvisarla non appena Fastolf fosse stato vicino, altrimenti gli avrebbe fatto tagliare la testa: il Bastardo accolse lo scherzo e acconsentì alla richiesta.
Giovanna aveva lasciato Chinon indossando un'armatura bianca e montando un cavallo nero. Al fianco portava una spada che aveva fatto cercare presso la chiesa di Santa Caterina di Fierbois e una piccola ascia nella destra, mentre il suo paggio portava il suo stendardo bianco. Solitamente, però, ella stessa reggeva il proprio stendardo, non volendo arrecare ferite mortali ai suoi nemici. Forse a seguito della rottura accidentale della prima spada, Giovanna la sostituì con un'altra, presa a un soldato borgognone fatto prigioniero.
Quella stessa sera Giovanna andò a coricarsi, ma poco tempo dopo scese di corsa nella camera del suo paggio e lo svegliò rimproverandolo: «il sangue di Francia cola e voi non mi avvisate!»; quindi, si armò in fretta, salì a cavallo, si fece passare lo stendardo da una finestra della casa e galoppò verso la porta di Borgogna. Era in corso un attacco alla bastia di Saint-Loup; i soldati francesi, feriti, ripiegavano, ma alla sua vista ripresero animo e si volsero nuovamente all'assalto. Infine giunse anche il Bastardo d'Orléans, anch'egli all'oscuro della manovra, e la bastia fu conquistata e data alle fiamme. Molti inglesi si travestirono da preti per cercare di fuggire. Giovanna capì, li prese sotto la sua protezione e impedì che venisse fatto loro del male. Alla sua prima battaglia, Giovanna pianse vedendo quanta morte seguiva la vittoria.
Il giorno dopo, 5 maggio, festività dell'Ascensione, Giovanna volle fare un'ultima intimazione agli inglesi, affinché abbandonassero l'assedio, se non volevano subire una disfatta di cui si sarebbe serbata memoria nei secoli. Tuttavia, poiché gli assedianti trattenevano, contro il diritto di guerra, uno dei suoi araldi, incaricò un arciere di avvolgere la lettera intorno a una freccia e di scoccarla nel campo inglese, accompagnando il lancio con il grido: «Leggete! Sono notizie!». Quando i soldati ebbero letto la missiva, però, risposero soltanto: «Sono notizie della puttana degli Armagnacchi!». Più tardi, il Bastardo d'Orléans, i capitani e Giovanna tennero un consiglio di guerra per decidere le mosse successive.
Non tutti, del resto, accettavano di buon grado di prendere ordini dalla Pulzella, né amavano il suo tono franco; il sire di Gamaches aveva fatto platealmente atto di rendere la spada al Bastardo d'Orléans che, gentilmente ma con fermezza, lo aveva convinto a desistere dai suoi propositi e a scusarsi con lei. Il 6 maggio l'esercito uscì dalle mura dalla porta di Borgogna, essendo ormai il lato orientale sufficientemente sicuro dopo la presa di Saint-Loup; attraversò con un ponte di barche la Loira, appoggiandosi all'isola di Toiles, fino a raggiungere la riva meridionale. Qui trovò la fortificazione di Saint-Jean-le-Blanc abbandonata; gli inglesi si erano radunati in quella degli Augustins da cui godevano di una posizione favorevole. I francesi iniziarono a ritirarsi ma, quando Giovanna e La Hire videro i nemici uscire dalle loro postazioni e colpire i soldati, si volsero e contrattaccarono; in breve tutta l'armata li seguì: gli inglesi furono travolti e quelli che poterono si rifugiarono nelle Tourelles, all'estremità del ponte.
In questa battaglia Giovanna rimediò la sua prima ferita, causata da un chausse-trape, un ferro a molte punte di cui il terreno dello scontro era stato disseminato. La sera l'esercito si accampò in vista delle Tourelles e i cittadini di Orléans per tutta la notte lo rifornirono di viveri. L'indomani, 7 maggio, all'alba, Giovanna ascoltò la messa come suo solito, quindi si armò e guidò l'esercito alla riconquista del ponte e delle Tourelles. L'assalto fu violento, i francesi colpirono i baluardi con l'artiglieria e tentarono di scalarli. Nella mischia, cercando di appoggiare una scala al muro, Giovanna fu trafitta da una freccia. La ferita, profonda, dolorosa, tra il collo e la scapola, costrinse gli uomini a trascinarla via dalla battaglia.
Un soldato le propose di applicare un "incantesimo" per fermare il sangue, ma Giovanna rifiutò, e fu medicata con lardo e olio d'oliva. A sera il Bastardo d'Orléans stava per far suonare la ritirata, poiché il sole stava tramontando e gli uomini erano spossati. Giovanna gli si avvicinò e gli chiese di attendere; che i soldati si riposassero, mangiassero, bevessero, ma che nessuno si allontanasse. Ritiratasi in preghiera in una vigna per pochi minuti, quando ritornò vide il suo stendardo sventolare in prossimità delle Tourelles, in mano a un soldato cui il suo attendente, Jean d'Aulon, lo aveva affidato a sua insaputa. Cavalcò sino al ponte e glielo trasse dalle mani. I soldati interpretarono quel gesto come un segnale e si lanciarono in un furioso assalto.
Nel frattempo, dalla riva nord del ponte, gli abitanti di Orléans avevano gettato una grondaia su un arco distrutto e dopo che un cavaliere di Rodi, completamente armato, l'ebbe oltrepassato, gli altri lo seguirono e si gettarono all'attacco. Gli inglesi si diedero alla fuga e alcuni, come il comandante della guarnigione, William Glasdale, caddero nella Loira e annegarono. Le Tourelles erano state prese e duecento uomini fatti prigionieri. La sera, Giovanna, ferita, stanca, commossa, rientrò nella città attraverso il ponte. Il popolo accolse l'esercito con «un gran trasporto di gioia e commozione», come ricorderà più tardi il Bastardo d'Orléans. Il giorno seguente, 8 maggio 1429, l'esercito assediante demolì le proprie bastie, abbandonando i prigionieri, e si dispose a dare battaglia in campo aperto.
Giovanna, il Bastardo d'Orléans e gli altri capitani schierarono anch'essi le loro forze e per un'ora i due eserciti si fronteggiarono; alla fine gli inglesi si ritirarono e Giovanna impose ai francesi di non inseguirli, sia perché era domenica, sia perché si stavano allontanando di loro spontanea volontà. Giovanna e l'esercito, prima di tornare entro le mura, unitamente al popolo assistettero a una messa a cielo aperto, ancora in vista del nemico. Il successo fu fondamentale per le sorti della guerra, poiché impedì che gli anglo-borgognoni potessero occupare l'intera parte meridionale del Paese e marciare verso il sud fedele a Carlo, ristabilì le comunicazioni tra le due sponde della Loira e, inoltre, diede inizio a un'avanzata nella valle della Loira culminata nella battaglia di Patay.

### La campagna della Loira
Dopo soli due o tre giorni dalla liberazione di Orléans, Giovanna e il Bastardo d'Orléans si misero in viaggio per incontrare il Delfino a Tours, seguendo l'armata reale sino a Loches; in effetti, sebbene l'entusiasmo popolare si fosse acceso in un solo istante, così come l'interesse dei governanti incluso l'imperatore Sigismondo di Lussemburgo, il rischio che si spegnesse con uguale facilità, lasciando solo il ricordo delle gesta alle poesie di Christine de Pizan o di Alain Chartier, era reale. La corte era divisa e molti nobili, tentati di trarre profitti personali dall'inaspettata vittoria, temporeggiavano o suggerivano obiettivi bellici d'interesse secondario rispetto al cammino che Giovanna aveva tracciato, lungo la valle della Loira sino a Reims. Il Bastardo d'Orléans, di lunga esperienza militare, dovette esercitare tutta la propria influenza sul Delfino prima che questi si decidesse, infine, a organizzare una spedizione su Reims.

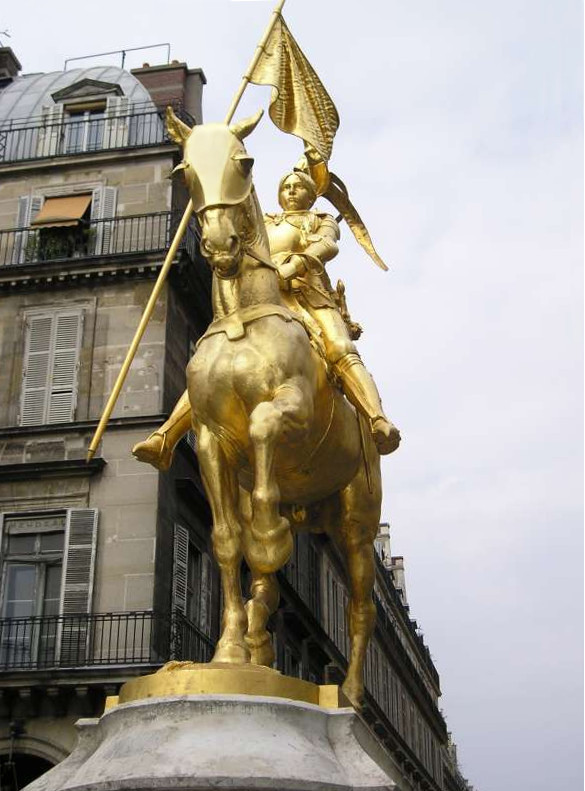
Statua equestre di Giovanna d'Arco, opera di Emmanuel Fremiet, 1874, Parigi, place des Pyramides.

Il comando dell'armata reale, nuovamente radunata nei pressi di Orléans, fu affidato il 9 giugno 1429 al duca Giovanni II d'Alençon, principe di sangue, subito raggiunto dalle compagnie del Bastardo d'Orléans e di Florent d'Illiers di Châteaudun. L'esercito, forte di 1200 lance, ossia quasi 4000 uomini, raggiunse Jargeau l'11 dello stesso mese; qui fu nuovamente Giovanna a risolvere un consiglio di guerra con irruenza, esortando ad attaccare senza esitazioni. Al loro arrivo i francesi erano intenzionati ad accamparsi nei sobborghi della città ma furono quasi travolti da un'offensiva inglese; Giovanna guidò al contrattacco la propria compagnia e l'esercito poté acquartierarsi.
Il giorno seguente, grazie a un diversivo improvvisato dal Bastardo d'Orléans, le mura sguarnite vennero conquistate e così la stessa città. Durante le ostilità Giovanna, con lo stendardo in pugno, incitava gli uomini che davano l'assalto; ella fu nuovamente ferita, questa volta colpita al capo da un pesante masso; tuttavia la Pulzella, caduta al suolo, fu subito sorprendentemente in grado di rialzarsi. Il 14 giugno l'esercito francese, appena tornato a Orléans, ripartì per un'offensiva su Meung-sur-Loire.
Con un attacco fulmineo il 15 giugno venne preso il ponte sulla Loira e posta una guarnigione sullo stesso; l'esercito poi passò oltre, per accamparsi davanti a Beaugency. Gli inglesi si ritirarono nel castello, cercando di mantenere almeno il controllo del ponte, ma furono raggiunti da un pesante assalto di artiglieria. In effetti, in campo inglese era atteso soprattutto il corpo d'armata di rinforzo comandato da sir John Fastolf, uno dei più famosi capitani, che si era persino liberato del peso dei rifornimenti e ora procedeva a marce forzate.
Pressoché contemporaneamente, tuttavia, anche l'esercito francese acquisiva un nuovo, e per certi versi scomodo, alleato: il connestabile Arturo di Richemont, su cui pesava il bando dalle terre del Delfino per antiche controversie, alla testa dei suoi Bretoni. Le reazioni all'interno dell'esercito furono per lo più ostili al connestabile; il duca d'Alençon rifiutò di cedere il comando dell'armata reale a Richemont, che ne avrebbe avuto il diritto, in qualità di Conestabile di Francia, senza nemmeno avvisare il Delfino (ed eventualmente attendere le sue decisioni) ma senza neppure consultarsi con gli altri capitani o, quantomeno, col Bastardo d'Orléans, pur sempre cugino del sovrano.
Giovanna, per suo conto, maggiormente attenta ai bisogni dell'esercito e al contempo, nel suo candore, incurante dei rancori e delle lotte intestine che dividevano la nobiltà, chiese al Conestabile se fosse pronto ad aiutarli onestamente; in altre parole, ad offrire la propria parola e la propria spada al Valois. Ricevuta da Richemont piena assicurazione, Giovanna non esitò, di sua iniziativa, ad ammetterlo nell'esercito. In effetti da quel momento il Conestabile diede prova della propria lealtà a Carlo; tuttavia, l'accettazione nei ranghi dell'esercito di quell'uomo in disgrazia compromise non poco la fiducia accordatale. Qualcuno, probabilmente, glielo fece notare, ma con semplicità Giovanna rispose che aveva bisogno di rinforzi.
Questo era senz'altro vero. Il castello di Beaugency, vista arrivare la compagnia di Bretoni, si decise infine a capitolare. Gli inglesi negoziarono la resa contro un salvacondotto che permise loro di lasciare la città il mattino del 17 giugno. Con la spensieratezza e la volontà di pacificazione che le erano proprie e con l'impeto della giovinezza, Giovanna si era esposta a favore di un uomo in disgrazia, mettendo a rischio il proprio credito presso la corte. L'armata francese si rimise in cammino; all'avanguardia, le compagnie del Bastardo d'Orléans e di Jean Poton de Xaintrailles, seguite dal Corpo d'armata principale, comandato da La Hire, capitano di ventura e brigante che già aveva partecipato all'assedio d'Orléans ma che ormai aveva sposato anima e corpo la causa della Pulzella; alla retroguardia, il signore di Graville e, questa volta, la stessa Giovanna.
La sera del 17 giugno l'esercito si vide sbarrare la strada da quello inglese, schierato in assetto da battaglia in campo aperto. Due araldi inglesi furono inviati a lanciare la sfida all'armata reale, posizionata in cima a una bassa collina. Tuttavia, memore delle passate sconfitte, il duca d'Alençon esitava ad accettare il confronto. Fu Giovanna che, giungendo dalle retrovie, diede risposta al nemico, invitandolo a ritirarsi nei propri alloggiamenti, vista l'ora tarda, e rimandando la battaglia al giorno successivo. Quella notte, mentre un incerto duca d'Alençon chiedeva conforto a Giovanna, che lo rassicurava sia della vittoria sia della relativa facilità con cui sarebbe stata conseguita, l'esercito inglese, agli ordini del conte di Shrewsbury John Talbot, si riposizionò in modo da poter sorprendere i nemici in una strettoia, in cui i francesi sarebbero dovuti necessariamente passare. Tuttavia, le cose andarono diversamente.

#### La battaglia di Patay
Il 18 giugno 1429 un cervo attraversò il campo inglese, accampato presso Patay, e i soldati, lanciato un alto grido, si misero al suo inseguimento; gli esploratori francesi, che si trovavano a poca distanza, poterono quindi indicare con rapidità e precisione la posizione del nemico ai capitani, che non si lasciarono sfuggire l'occasione. L'avanguardia dell'esercito, cui si unirono anche le compagnie di La Hire e della stessa Giovanna, attaccò improvvisamente il campo, prima che gli inglesi avessero modo di erigere la consueta barriera di tronchi appuntiti dinanzi a loro, che solitamente impediva alla cavalleria di travolgerli e dava modo agli arcieri di compiere stragi tra le file del nemico. Senza questa protezione, in campo aperto, l'avanguardia inglese fu schiacciata dalla cavalleria pesante francese.
Dopo questo primo caso fortuito, un'incredibile catena di errori, malintesi e tattiche errate lasciò inoltre l'esercito inglese nella più totale confusione. Dapprima alcuni contingenti tentarono di ricongiungersi in tutta fretta al corpo d'armata principale, guidato dal conte Talbot; ma questo fece credere al capitano dell'avanguardia che fossero stati sconfitti, al che egli stesso, accompagnato dal portastendardo, si diede a una fuga disordinata, cui presto si unirono le altre compagnie poste a difesa del corpo d'armata principale, lasciando il grosso dell'esercito esposto agli attacchi francesi senza più alcuna protezione.
Sopraggiungendo, sir John Fastolf si avvide del pericolo e prese la decisione di ritirarsi, anziché soccorrere Talbot, mettendo in salvo almeno il proprio corpo d'armata. Per gli inglesi si trattò di una sconfitta completa quanto del tutto inattesa; in quella che sarebbe stata ricordata come la battaglia di Patay lasciarono sul campo oltre 2.000 uomini, mentre da parte francese si contarono solo tre morti e alcuni feriti. Gli echi della battaglia giunsero sino a Parigi, nella convinzione che ormai un attacco sulla città fosse imminente; in campo avverso la fama di Giovanna la Pulzella crebbe enormemente, almeno quanto la sua importanza nelle file francesi.
La battaglia di Patay fu anche un modo per Giovanna di confrontarsi, ancora una volta, con la dura realtà della guerra: se era solita pregare per i soldati caduti da entrambe le parti, qui, dopo una vittoria in campo aperto, vide i "suoi" soldati abbandonarsi a ogni brutalità (peraltro non più trattenuti dalla guida del Bastardo d'Orléans, che aveva fatto regnare la disciplina ferrea imposta dalla Pulzella nell'esercito, ma affidati al comando del duca d'Alençon). Dinanzi a un prigioniero inglese colpito con tale violenza da stramazzare al suolo Giovanna scese da cavallo e lo tenne tra le braccia, consolandolo e aiutandolo a confessarsi sino a che la morte non sopraggiunse.

### La consacrazione del Re a Reims
Dopo Patay molte città e piazzeforti minori, a partire da Janville, si arresero volontariamente all'esercito francese. Mentre l'armata reale rientrava, vittoriosa, a Orléans, il sovrano indugiava, invece, a Sully-sur-Loire, probabilmente per evitare un incontro imbarazzante con Richemont. Giovanna, il Bastardo d'Orléans e il duca d'Alençon cavalcarono velocemente verso il Delfino, ottenendo, nonostante il recente ed eclatante successo, una fredda accoglienza. Il contrasto tra i colori della città in festa, che l'aveva già vista trionfante e ora l'acclamava, e l'umore cupo, vitreo, della corte, dovettero creare un'aspra dissonanza nell'animo di Giovanna che, tuttavia, instancabile, non cessò di rassicurare ed esortare il "gentile Delfino" affinché si recasse a Reims.
Nei giorni seguenti, la Pulzella cavalcò a fianco del sovrano sino a Châteauneuf-sur-Loire, dove il 22 giugno si sarebbe tenuto consiglio su come proseguire la campagna militare. Qui ebbe luogo, nuovamente, il confronto tra coloro che consigliavano prudenza e attesa o, nella più ardita delle ipotesi, l'impiego dell'esercito per il consolidamento della posizione raggiunta, e la maggioranza dei capitani, meno influenti presso la corte ma che avevano sperimentato sul campo il formidabile potenziale di cui disponevano. L'esercito non era solo forte di 12.000 armati, ma anche del loro entusiasmo e della loro lealtà, e, per la prima volta da lungo tempo, poteva contare anche sull'appoggio popolare, tanto che ogni giorno nuovi volontari venivano ad aggiungersi.
Infine, le insistenze della Pulzella, impaziente e dominata dal pensiero ricorrente della Consacrazione, affinché l'esercito marciasse risolutamente su Reims, furono accolte. Il 29 giugno 1429, presso Gien, l'"esercito della Consacrazione", comandato almeno nominalmente dal Delfino in persona, si mise in marcia in pieno territorio borgognone. Lungo il tragitto, la prima città in mano nemica che l'armata reale incontrò fu Auxerre che, all'intimazione di arrendersi, rispose, per voce dei borghesi, che avrebbe concesso la propria obbedienza solo se Troyes, Châlons e la stessa Reims lo avessero fatto; il consiglio di guerra decise di accettare.
Preceduto da una lettera di Giovanna, l'esercito giunse quindi dinanzi a Troyes, il luogo stesso in cui il Delfino era stato estromesso dalla successione al trono. La nutrita guarnigione di inglesi e borgognoni di Troyes rifiutò di arrendersi e si dispose alla battaglia; per di più, viveri e rifornimenti iniziavano a scarseggiare in campo francese. Il consiglio dei capitani di guerra, riunitosi dinanzi al Delfino, sembrò propenso a interrompere la spedizione o, al limite, a raggiungere Reims lasciandosi alle spalle Troyes ancora in mano anglo-borgognona. Giovanna, al limite della pazienza, osò bussare alle porte del consiglio, venendo ricevuta con scetticismo; dinanzi alle difficoltà che le furono prospettate, obiettò che la città sarebbe stata senz'alcun dubbio presa e, quando chiese che le venissero concessi solo due o tre giorni, le furono accordati. Senza porre tempo in mezzo, la Pulzella fece schierare l'esercito in assetto da battaglia e, minacciosamente, l'artiglieria che faticosamente avanzò sino a portarsi a tiro delle mura, agitando il proprio stendardo nel vento.
I cittadini furono presi dal panico, così come la guarnigione. Lo spiegamento di forze che Giovanna stava preparando era impressionante. In breve, vennero inviati messaggeri al campo francese: Troyes si arrese e riconobbe Carlo come proprio sovrano. Le truppe inglesi e borgognone ottennero di poter lasciare la città con quanto avevano e anche coi loro prigionieri, ma Giovanna si oppose: chiese che fossero liberati e Carlo pagò il loro riscatto. Il 10 luglio Giovanna la Pulzella entrò a Troyes con la propria compagnia e, di lì a poche ore, Carlo fece il suo ingresso trionfale nella città: senza colpo ferire, l'ostacolo più grande che si frapponeva tra l'esercito e Reims era caduto.
L'"esercito della Consacrazione", sempre sotto l'impulso della Pulzella, riprese velocemente la strada per Reims. Si diresse dapprima verso Châlons, ove gli venne incontro il vescovo della città accompagnato da una delegazione di cittadini che fece atto di piena obbedienza a Carlo, il 14 luglio; quindi, verso Sept-Saulx, ove gli abitanti avevano costretto la guarnigione anglo-borgognona ad abbandonare la città. Lungo la via, Giovanna ebbe la gioia d'incontrare alcuni abitanti del suo paese natale, Domrémy, che avevano affrontato un difficile viaggio per presenziare alla solenne consacrazione del re, così come una moltitudine di persone dalle più diverse parti di Francia, e di riabbracciare suo padre, riconciliandosi con i suoi genitori per quella partenza segreta verso Vaucouleurs di soli pochi mesi prima. Frattanto, il 16 luglio, il Delfino ricevette nel castello di Sept-Saulx una delegazione di borghesi di Reims che offrirono la totale obbedienza della città.
Il giorno stesso l'esercito vi fece il suo ingresso e vennero avviati i preparativi per la cerimonia della consacrazione del re. Il 17 luglio 1429, dopo aver trascorso la notte in veglia di preghiera, il Delfino fece il suo ingresso nella Cattedrale di Reims, tra la folla festante, insieme agli "ostaggi" della Santa Ampolla, quattro cavalieri incaricati di scortare la reliquia che dai tempi di Clodoveo I era utilizzata per consacrare e incoronare il Re di Francia; pronunciò quindi i giuramenti prescritti dinanzi all'officiante, l'arcivescovo Regnault de Chartres. Da un lato, presenziavano sei "pari ecclesiastici", dall'altro, sei "pari laici", esponenti della nobiltà - in sostituzione dei "pari di Francia", che erano assenti - tra i quali, in rappresentanza del fratellastro prigioniero, il Bastardo d'Orléans.
Dinanzi a tutti gli altri stendardi, però, a un passo dall'altare, era stato posizionato quello bianco della Pulzella, e la stessa Giovanna assistette alla cerimonia vicinissima al re; infine il sovrano, unto con il crisma, fu rivestito dei paramenti rituali e ricevette la corona, assumendo il nome di Carlo VII. Mentre i "pari laici" annunciavano al popolo la consacrazione e la festa iniziava per le vie della città, Giovanna si gettò dinanzi a Carlo, abbracciandogli le ginocchia, piangente, ed esclamando: «O gentile Re, ora è compiuto il volere di Dio, che voleva che vi conducessi a Reims per ricevere la Consacrazione, dimostrando che siete il vero re, e colui al quale il Regno di Francia deve appartenere!».
Dopo quella giornata, che aveva rappresentato l'apice delle imprese di cui Giovanna si sentiva investita, la ragazza si sentì avvolgere da un'aura di sconforto che non l'abbandonerà più sino al giorno della sua cattura. Dopo la gioia di aver visto consacrare il "suo" re, dopo essersi riconciliata coi genitori che si erano opposti alla sua partenza e ora la guardavano meravigliati e commossi, avvertiva che il suo compito era terminato. Sentendo tutto il peso della missione di cui si era fatta carico, confidò al Bastardo d'Orléans che avrebbe volentieri, ormai, lasciato le armi per tornare nella casa paterna e che se avesse dovuto scegliere un luogo ove morire sarebbe stato tra quei contadini che l'avevano seguita, semplici ed entusiasti.

### Le altre campagne militari

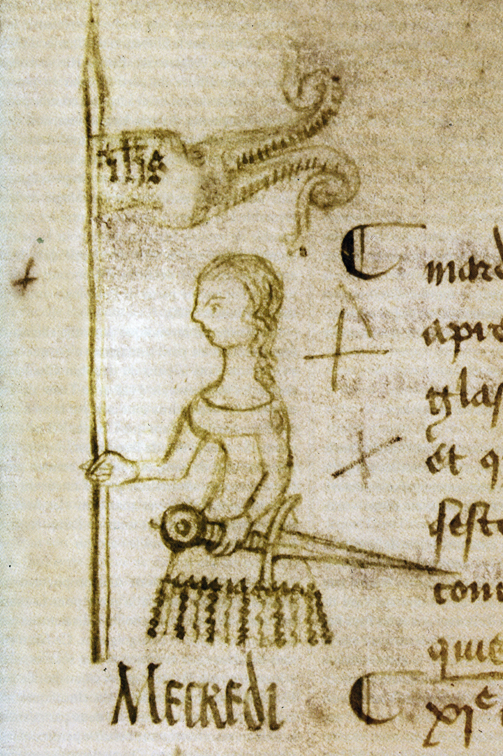
Ritratto di Giovanna d'Arco, dal registro del Parlamento di Parigi (1429) tenuto da Clément de Fauquembergue.

Dopo la Consacrazione Carlo VII soggiornò per tre giorni a Reims, attorniato dall'entusiasmo popolare; infine, accompagnato dall'esercito, riprese il cammino quando ormai gli echi di quell'impresa apparentemente impossibile si erano già sparsi per il paese. Entrò così a Soissons e a Château-Thierry, mentre Laon, Provins, Compiègne e altre città fecero atto di obbedienza al Re. L'armata reale trovò la strada spianata dinanzi a sé. Giovanna cavalcava insieme al Bastardo d'Orléans e a La Hire, assegnata ad uno dei "corpi di battaglia" dell'esercito regio.
Mentre il successo arrideva al progetto di Giovanna, le invidie e gelosie di corte riaffiorarono. Il giorno stesso della Consacrazione, tra le assenze, spiccò quella del conestabile Richemont, che avrebbe dovuto reggere simbolicamente la spada durante la cerimonia ma che, ancora in disgrazia, aveva dovuto cedere l'incarico al Sire d'Albret. Inoltre, era sempre più profonda la spaccatura tra i nobili che appoggiavano Giovanna e avrebbero voluto dirigersi verso Saint-Denis per riconquistare poi la stessa Parigi e coloro che, nell'improvvisa ascesa del sovrano, vedevano un'opportunità per accrescere il proprio potere personale, soprattutto se fosse stato loro concesso il tempo necessario e se le relazioni con la Borgogna fossero migliorate.
Fra questi ultimi, oltre a La Trémoïlle, favorito del re e acerrimo rivale di Richemont, vi erano non pochi membri del Consiglio reale; prendere tempo, indugiare, acquisire potere e influenza erano obiettivi diametralmente opposti a quelli della Pulzella, il cui fine era sempre stato solo uno, la vittoria, e la cui rapidità d'azione ora intralciava i piani della fazione più vicina a La Trémoïlle. Nel frattempo l'esercito, partito da Crépy-en-Valois il 15 agosto 1429, si trovò dinanzi l'armata inglese, schierata in formazione da battaglia presso Montépilloy; questa volta, gli inglesi avevano preparato con cura la siepe di pioli che avrebbe impedito ogni carica frontale della cavalleria e attendevano i francesi al varco; questi ultimi non riuscivano a far spostare il nemico dalle sue posizioni, nonostante gli sforzi di Giovanna che tentò invano di impegnarlo in battaglia, fino a colpire la palizzata nemica con la sua spada, per dare modo agli altri reparti di intervenire.
Dopo una giornata spossante, tra il vento e la polvere, gli inglesi si ritirarono verso Parigi. L'armata francese rientrò a Crépy, quindi raggiunse prima Compiègne e, da lì, Saint-Denis, luogo delle sepolture reali. Qui, per ordine di Carlo VII, iniziò lo scioglimento dell'"esercito della Consacrazione", in attesa delle trattative con la Borgogna che, oltre una tregua di quindici giorni, non approdarono mai a quella "buona pace stabile" che Giovanna si augurava. Il Bastardo d'Orléans e la sua compagnia furono licenziati e fatti ripiegare su Blois.
L'atteggiamento della corte verso la Pulzella era indubbiamente mutato; a Saint-Denis Giovanna dovette evidentemente avvertire la differenza, e le sue "voci" le consigliarono, in quelle circostanze, di non procedere oltre. Questa volta, però, le sue parole furono accolte come quelle di uno dei tanti capitani di guerra al servizio della corona; l'aura d'entusiasmo che l'attorniava stava diminuendo, almeno presso la nobiltà. Accanto a Giovanna, per il momento, rimanevano il duca d'Alençon e La Hire. Il re e la corte, infatti, anziché approfittare del momento propizio per marciare su Parigi, avevano iniziato una serie di trattative con il duca di Borgogna, Filippo il Buono, al quale era stata affidata dagli inglesi la custodia della capitale, rinunciando ad adoperare le risorse militari di cui disponevano.
Il 21 agosto, a Compiègne, città difesa da Guglielmo di Flavy, iniziarono a prendere forma le linee di una tregua più lunga. Effettivamente, gli inglesi semplicemente non avevano più risorse finanziarie per sostenere la guerra Ciononostante, la tregua con la potenza anglo-borgognona sembrò non tenere conto della debolezza della controparte e fu condotta, da parte francese, in modo da assicurare, di fatto, una pausa nelle ostilità senza ottenere significativi vantaggi in cambio. Giovanna e gli altri capitani, nel frattempo, si attestarono presso le mura di Parigi; il duca d'Alençon mantenne i contatti con la corte, all'oscuro delle trattative in corso, convincendo infine Carlo VII a raggiungere Saint-Denis.
L'8 settembre 1429 i capitani decisero di prendere d'assalto Parigi e Giovanna acconsentì all'offensiva, stanca di continui rinvii. Lasciato l'accampamento de La Chapelle, a metà strada fra Saint-Denis e Parigi, l'esercito prese d'assalto la porta SaintHonoré a colpi d'artiglieria, sino a che i difensori del camminamento che la sovrastava non si ritirarono all'interno; mentre D'Alençon comandava le truppe a difesa dell'artiglieria, Giovanna si recò con la sua compagnia fin sotto le mura della città, circondate da un primo e un secondo fossato; il secondo era allagato e qui la Pulzella dovette fermarsi, misurando la profondità dell'acqua con la sua lancia. D'improvviso venne ferita da una freccia che le attraversò la coscia, ma non volle lasciare la posizione, ordinando di gettare fascine e altro materiale per riempire il fossato; si ritirò al riparo del primo fossato fino a sera, quando fu comandata la ritirata. Il duca d'Alençon la raggiunse e la fece trascinare via a forza mentre, sconfitto, l'esercito si ritirava nuovamente al campo de La Chapelle.
Il giorno seguente, nonostante la ferita, Giovanna si preparò ad un nuovo assalto, quando lei e il duca d'Alençon furono raggiunti da due emissari, il duca di Bar e il conte di Clermont, che le intimarono per ordine del re di interrompere l'offensiva e tornare a Saint-Denis. Giovanna ubbidì. Probabilmente rimproverata per quell'insuccesso dovuto a un'iniziativa neppure sua, ma essenzialmente decisa dai capitani che agivano in nome del re, Giovanna la Pulzella ritornò infine alle rive della Loira, dopo aver solennemente deposto sull'altare della chiesa di Saint-Denis la sua armatura.
Il 21 settembre 1429, a Gien, venne sciolto definitivamente dal re l'esercito "della Consacrazione". Giovanna, separata dalle truppe e dal duca d'Alençon, fu ridotta all'inazione; affidata al Sire d'Albret fu condotta a Bourges, ospite di Margherita di Tourolde, moglie di un consigliere del sovrano, ove rimase tre settimane. Carlo VII, infine, ordinò a Giovanna di accompagnare una spedizione contro Perrinet Gressart, comandante anglo-borgognone; il corpo di spedizione, formalmente comandato dal Sire d'Albret, pose l'assedio a Saint-Pierre-le-Moûtier. Il 4 novembre la città fu presa d'assalto ma l'esercito venne più volte respinto; infine, fu suonata la ritirata.
Giovanna rimase invece sotto le mura con pochi soldati; quando il suo attendente, Jean d'Aulon, le chiese perché non tornasse indietro insieme agli altri, rispose che aveva intorno a sé cinquantamila uomini, mentre in realtà egli ne vide solo quattro o cinque. Ripreso coraggio, l'esercito si volse nuovamente all'attacco, attraversò il fossato e prese la città. L'armata allora mosse verso La Charité-sur-Loire e iniziò a fine novembre uno spossante assedio che si protrasse per circa quattro settimane, al termine delle quali dovette ritirarsi, lasciando sul campo anche i migliori pezzi d'artiglieria. Giovanna ritornò a corte, presso il re, trascorrendo il tempo principalmente a Sully-sur-Loire dopo aver passato il Natale a Jargeau.

Arme araldica concessa a Giovanna d'Arco

L'oscuro inverno trascorso da Giovanna a Mehun-sur-Yèvre prima e a Sully-sur-Loire poi, presso la corte e il re, fu caratterizzato dall'inazione e dall'acuta consapevolezza che la Borgogna stava intensificando i rapporti diplomatici e militari con la corona inglese. Carlo VII nobilitò Giovanna e la sua famiglia, donandole un'arme araldica (due gigli d'oro in campo azzurro e una spada sormontata da una corona) e il privilegio di trasmettere il titolo nobiliare anche per via femminile ma rifiutando, sempre, di accondiscendere alle richieste della ragazza affinché le fosse permesso di riprendere le armi. Giovanna, già separata dal duca d'Alençon, era sempre più sola. Il 19 gennaio 1430 tornò tuttavia a Orléans, ove trovò ad accoglierla il Bastardo, «gentile e fedele», in occasione di un banchetto in suo onore. Il 16 marzo inviò finalmente una lettera agli abitanti di Reims, che temevano d'essere cinti d'assedio, in cui annunciava di essere pronta a riprendere le armi.

## La cattura

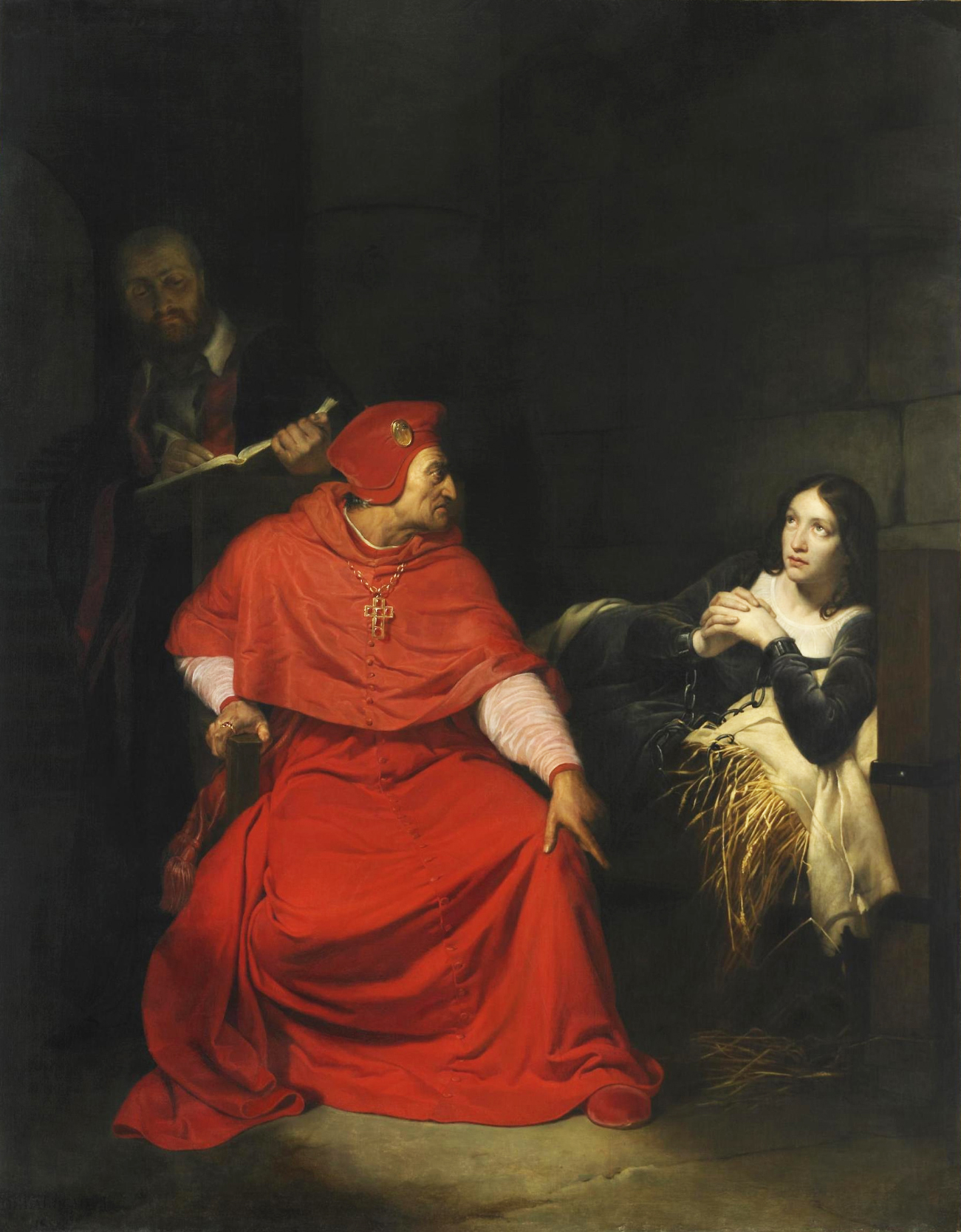
Giovanna d'Arco malata viene interrogata in prigione dal cardinale di Winchester, olio su tela di Paul Delaroche (1824; Rouen, Musée des Beaux-Arts).

Stanca dell'inattività forzata, Giovanna D'Arco lasciò la corte di Carlo VII tra il marzo e l'aprile 1430, ingaggiando nuovamente combattimenti sporadici con gli anglo-borgognoni. La Pulzella era alla testa di contingenti in parte formati da volontari e in parte da mercenari, tra cui duecento piemontesi agli ordini di Bartolomeo Baretta; al suo comando vi era Arnaud Guillaume de Barbazan, famoso capitano da sempre agli ordini di Carlo VII che, appena liberato (per mano di La Hire) dalla prigionia inglese, aveva conosciuto Giovanna nel febbraio 1430 e che si unì a lei a Lagny. Passando per Melun, Giovanna giunse infine il 6 maggio 1430 a Compiègne, difesa da Guglielmo di Flavy; la città fu posta sotto assedio dalle truppe anglo-borgognone, e Giovanna iniziò una serie di sortite eclatanti ma con scarso esito. A Montargis, il Bastardo d'Orléans fu raggiunto dalla notizia della nuova offensiva borgognona e si mise in viaggio per chiedere al re il comando di un corpo d'armata; lo ottenne, ma troppo tardi per portare soccorso a Giovanna sotto le mura di Compiègne.
Il 23 maggio 1430 Giovanna tentò un attacco a sorpresa contro la città di Margny, dove trovò una resistenza più forte del previsto; dopo essere stata respinta per tre volte, vedendo giungere al nemico altri rinforzi dalle postazioni vicine comandò la ritirata al riparo delle mura di Compiègne. Ad un certo punto il governatore della città, Guglielmo di Flavy, diede ordine di chiudere le porte delle mura nonostante le ultime compagnie non fossero ancora rientrate; ordine che, secondo alcuni, costituirebbe una prova del suo tradimento, essendosi egli accordato segretamente col nemico per rendere possibile la cattura della Pulzella.
Secondo altri storici, tuttavia, benché questa eventualità sia possibile essa non è dimostrabile. Ad ogni modo, mentre l'esercito rientrava nella città, Giovanna, che ne proteggeva la ritirata, circondata ormai da pochi uomini della sua compagnia, fu cinturata e strattonata da cavallo, dovendo arrendersi al Bastardo di Wamdonne combattente agli ordini di Giovanni II di Lussemburgo-Ligny, vassallo del duca di Borgogna, ma al servizio del re d'Inghilterra.

## La prigionia e il processo
Fatta prigioniera insieme al suo intendente Jean d'Aulon e al fratello Pietro, Giovanna fu condotta in un primo tempo alla fortezza di Clairoix, quindi, dopo pochi giorni, al castello di Beaulieu-les-Fontaines dove rimase sino al 10 luglio, e infine al castello di Beaurevoir. Qui, Giovanna venne trattata come una prigioniera d'alto rango e, infine, riuscì a conquistarsi la simpatia di tre dame del castello che, stranamente, portavano il suo stesso nome: Jeanne de Béthune, moglie di Giovanni II di Lussemburgo-Ligny, la di lei figlia di prime nozze Jeanne de Bar e infine Jeanne de Luxembourg, zia del potente vassallo, che giunse sino al punto di minacciare di diseredarlo qualora la Pulzella fosse stata consegnata agli inglesi. Del pari, Giovanna avrebbe ricordato con affetto queste tre donne durante gli interrogatori, ponendole su un piano di rispetto immediatamente inferiore a quello dovuto solo alla propria regina.
Giovanni di Lussemburgo, vassallo del re d'Inghilterra, avendo catturato Giovanna d'Arco per mano di un suo capitano, il Bastardo di Wandonne, aveva la potestà di metterla a riscatto. Così fece, fissando la cifra in 10.000 lire tornesi. Nel XV secolo, in Francia, la lira tornese era la moneta corrente, utilizzata anche per la stesura ufficiale dei conti delle città e del regno. Gli inglesi affidarono quindi l'ingente somma a Pietro Cauchon, vescovo di Beauvais, e quest'ultimo si recò presso Giovanni di Lussemburgo richiedendo la consegna della Pulzella, che fu tradotta a Crotoy come prigioniera di guerra e ivi affidata alla custodia dei militari inglesi. Altra moneta diffusa all'epoca era lo scudo d'oro, del valore di una lira tornese e mezzo. Il riscatto pagato per la liberazione del duca d'Alençon fu versato appunto in questa valuta. In generale, gli inglesi volevano essere pagati in scudi; francesi, borgognoni e, in questo caso, Giovanni di Lussemburgo, richiedevano la somma in lire tornesi. La messa a riscatto dei prigionieri di guerra era un modo consueto di approvvigionare le casse del regno. Ad esempio, il Bastardo d'Orléans impiegò oltre un quarto di secolo per riscattare i suoi fratellastri, il duca Carlo d'Orléans e Giovanni di Valois-Angoulême, in mano agli inglesi. Infine è appena il caso di ricordare che, all'epoca, il "riscatto" (in francese, rançon) era la somma grazie alla quale un prigioniero poteva essere rimesso in libertà. Giovanna d'Arco, invece, cambiò semplicemente carceriere.
Dopo la morte di Jeanne de Luxembourg, sopraggiunta il 18 settembre 1430, tuttavia, il peggior timore di Giovanna si avverò; dopo quattro mesi di prigionia nel castello di Beaurevoir, il vescovo di Beauvais Pietro Cauchon, nella cui diocesi era avvenuta la cattura, si presentò a Giovanni II di Lussemburgo-Ligny versando nelle sue mani la rançon, la cifra sotto cui la Pulzella era stata messa a riscatto, a nome del re d'Inghilterra e, contemporaneamente, rivendicando il proprio diritto a giudicarla secondo il diritto ecclesiastico. La cifra, diecimila lire tornesi, era enorme, paragonabile a quella richiesta per un principe di sangue reale, e per raccoglierla era stato decretato un aumento delle imposte in Normandia, provincia ancora in mano inglese.
Il pagamento del riscatto di un prigioniero aveva lo scopo di restituirgli la libertà; in questo caso, invece, Giovanna fu venduta agli inglesi, cui fu consegnata il 21 novembre 1430 a Le Crotoy, in qualità di prigioniera di guerra, e trasferita, tra novembre e dicembre, numerose volte in diverse piazzeforti, forse per timore di un colpo di mano dei francesi teso a liberarla. Il 23 dicembre dello stesso anno, sei mesi dopo la sua cattura sotto le mura di Compiègne, Giovanna giunse infine a Rouen.
Dopo la cattura di Giovanna, Carlo VII non offrì un riscatto per la prigioniera, né fece passi ufficiali per trattarne la liberazione. Secondo alcuni, Giovanna, ormai divenuta sin troppo popolare, fu abbandonata al suo destino. Secondo altri, invece, Carlo VII avrebbe incaricato segretamente prima La Hire, che fu catturato in un'azione militare, e poi il Bastardo d'Orléans di liberare la prigioniera durante i trasferimenti da una piazzaforte ad un'altra, come proverebbero alcuni documenti che attestano due "imprese segrete" presso Rouen, di cui uno datato 14 marzo 1431 in cui il Bastardo d'Orléans accusa la ricevuta di 3.000 lire tornesi per una missione oltre la Senna. Di fatto, le spedizioni del Bastardo si svolsero in aprile e maggio e in effetti per due mesi di lui si perdono completamente le tracce.
Giovanna aveva già provato a sottrarsi alla prigionia sia a Beaulieu-les-Fontaines, approfittando di una distrazione delle guardie, sia al castello di Beaurevoir, annodando delle lenzuola per calarsi da una finestra per poi lasciarsi cadere al suolo; il primo tentativo fu sventato per un soffio, il secondo (causato dalla preoccupazione di Giovanna per una nuova offensiva anglo-borgognona, oltre che, probabilmente, dal sentore di essere in procinto di essere consegnata ad altre mani) ebbe come esito un trauma, dovuto alla caduta, talmente forte da lasciarla tramortita: quando fu nuovamente rinchiusa, per oltre due giorni Giovanna non poté né mangiare né bere. La Pulzella tuttavia si riprese dalle contusioni e dalle ferite.
L'Università di Parigi, che si riteneva depositaria della giurisprudenza civile ed ecclesiastica e che, dispiegando a favore degli inglesi le migliori armi retoriche, sin dal momento della sua cattura ne aveva richiesto la consegna, in quanto la giovane sarebbe stata «sospettata fortemente di numerosi crimini in odore di eresia», finalmente l'ebbe, almeno formalmente, in custodia: la prigioniera ormai era rinchiusa nel castello di Rouen, in mano inglese. Qui la detenzione fu durissima: Giovanna era rinchiusa in una stretta cella del castello, guardata a vista da cinque soldati inglesi, tre all'interno della stessa cella, due al di fuori, mentre una seconda pattuglia era stata piazzata al piano superiore; i piedi della prigioniera erano serrati in ceppi di ferro e le mani spesso legate; solo per partecipare alle udienze le venivano tolti i ceppi ai piedi, che invece, la notte, erano saldamente fissati in modo che la ragazza non potesse lasciare il proprio giaciglio.
Le difficoltà nell'istruire il processo non mancarono: in primo luogo Giovanna era detenuta come prigioniera di guerra in un carcere militare e non nelle prigioni ecclesiastiche come per i processi d'Inquisizione; in secondo luogo, la sua cattura era avvenuta ai margini della diocesi retta da Cauchon (probabilmente al di fuori); inoltre, l'Inquisitore generale di Francia, Jean Graverent, si dichiarò non disponibile e il vicario dell'Inquisizione di Rouen, Jean Lemaistre, rifiutò di partecipare al processo per «la serenità della propria coscienza» e perché non si riteneva competente che per la diocesi di Rouen; fu necessario scrivere nuovamente all'Inquisitore generale di Francia per ottenere che Lemaistre si piegasse, il 22 febbraio, quando le udienze erano già iniziate; infine, Cauchon aveva inviato tre delegati, tra cui il notaio Nicolas Bailly, a Domrémy, Vaucouleurs e Toul per trarre informazioni su Giovanna, senza che essi trovassero il minimo appiglio per formulare alcun capo d'accusa; sarebbe stato solo dalle risposte di Giovanna agli interrogatori che i giudici, ossia Pietro Cauchon e Jean Lemaistre, e i quarantadue assessori (scelti fra teologi ed ecclesiastici di fama) le avrebbero posto, che la Pulzella sarebbe stata giudicata, mentre il processo iniziava senza che contro di lei vi fosse una chiara ed esplicita imputazione.
Il processo a Giovanna ebbe inizio formalmente il 3 gennaio 1431, con atto scritto; il 9 gennaio 1431 Cauchon, ottenuta la giurisdizione su Rouen (allora sede arcivescovile vacante), iniziò la procedura ridefinendo il processo stesso, iniziato in un primo tempo "per stregoneria", in uno "per eresia"; conferì infine l'incarico di "procuratore", sorta di pubblico accusatore, a Jean d'Estivet, canonico di Beauveais che lo aveva seguito a Rouen. La prima udienza si tenne pubblicamente il 21 febbraio 1431 nella cappella del Castello di Rouen. La carcerazione non aveva fiaccato lo spirito di Giovanna; sin dal principio delle udienze, richiesta di giurare su qualsiasi domanda, ella pretese - e ottenne - di limitare il proprio impegno a quanto concernesse la fede. Inoltre, alla domanda di Cauchon di recitare il Padre Nostro rispose che lo avrebbe certamente fatto ma solo in confessione, modo sottile per ricordargli la sua veste di ecclesiastico.
L'interrogatorio di Giovanna si svolse in maniera convulsa, sia perché l'imputata era interrotta continuamente, sia perché alcuni segretari inglesi ne trascrivevano le parole omettendo tutto ciò che fosse a lei favorevole, cosa di cui il notaio Guillame Manchon si lamentò minacciando di astenersi dal presenziare ulteriormente; dal giorno seguente Giovanna fu così sentita in una sala del castello sorvegliata da due guardie inglesi. Durante la seconda udienza, Giovanna fu interrogata per sommi capi sulla sua vita religiosa, sulle apparizioni, sulle "voci", sugli accadimenti occorsi a Vaucouleurs, sull'assalto a Parigi in un giorno in cui cadeva una solennità religiosa; a questo la Pulzella rispose che l'assalto avvenne per iniziativa dei capitani di guerra, mentre le "voci" le avevano consigliato di non spingersi oltre Saint-Denis.
Questione non trascurabile posta quel giorno, sebbene in un primo momento passata quasi inosservata, fu il motivo per cui la ragazza indossasse abiti maschili; alla risposta suggeritale da quegli stessi che la stavano interrogando (ossia se fosse stato un consiglio di Robert de Baudricourt, capitano di Vaucouleurs), Giovanna, intuendo la gravità di un'asserzione simile, rispose: «Non farò ricadere su altri una responsabilità così pesante!». In quest'occasione Cauchon, forse toccato dalla richiesta di essere udita in confessione fatta dalla prigioniera il giorno precedente, non la interrogò personalmente, limitandosi a chiederle, ancora una volta, di prestare giuramento. Durante la terza udienza pubblica Giovanna rispose con una vivacità inattesa in una prigioniera, arrivando ad ammonire il suo giudice, Cauchon, per la salvezza della sua anima.
La trascrizione dei verbali rivela anche una vena umoristica inaspettata che la ragazza possedeva nonostante il processo; alla domanda se avesse avuto rivelazione che sarebbe riuscita a evadere dalla prigione, rispose: «E io dovrei venire a dirvelo?». L'interrogatorio successivo, sull'infanzia di Giovanna, i suoi giochi di bambina, l'Albero delle Fate, intorno al quale i bambini giocavano, danzavano e intrecciavano ghirlande, non portò nulla di rilevante per gli esiti processuali, né fece cadere Giovanna in affermazioni che potessero renderla sospetta di stregoneria, come forse era negli intenti dei suoi accusatori. Di notevole rilevanza, invece, la presenza, tra gli assessori della giuria di Nicolas Loiseleur, di un prete che si era finto prigioniero e aveva ascoltato Giovanna in confessione mentre, come riferito sotto giuramento da Guillame Manchon, diversi testimoni ascoltavano nascostamente la conversazione, in aperta violazione delle norme ecclesiastiche.
Nelle tre udienze pubbliche successive si accentuò il divario di prospettiva tra i giudici e Giovanna; mentre i primi si accanivano con sempre maggiore tenacia sul motivo per cui Giovanna portasse abiti maschili, la ragazza sembrava a suo agio parlando delle sue "voci", che indicò provenire dall'arcangelo Michele, santa Caterina e santa Margherita, differenza evidente nella risposta data circa la luminosità della sala in cui aveva incontrato per la prima volta il Delfino: «cinquanta torce, senza contare la luce spirituale!». E ancora, nonostante la prigionia e la pressione del processo, la ragazza non rinunciò a risposte ironiche; a un giudice che le aveva domandato se l'arcangelo Michele avesse i capelli, Giovanna rispose: «Per quale ragione avrebbero dovuto tagliarglieli?».

### Gli interrogatori a porte chiuse
A partire dal 10 marzo 1431 tutte le udienze del processo furono tenute a porte chiuse, nella prigione di Giovanna. La segretezza degli interrogatori coincise con una procedura inquisitoriale più incisiva: si chiese all'imputata se non ritenesse di aver peccato intraprendendo il suo viaggio contro il parere dei suoi genitori; se fosse in grado di descrivere l'aspetto degli angeli; se avesse tentato di suicidarsi saltando giù dalla torre del castello di Beaurevoir; quale fosse il "segno" dato al Delfino che avrebbe convinto quest'ultimo a prestar fede alla ragazza; se fosse certa di non cadere più in peccato mortale, ossia se fosse sicura di trovarsi in stato di Grazia. Paradossalmente, quanto più gravi furono le accuse mosse a Giovanna, tanto più sorprendenti vennero le risposte.
Giovanna affermò, circa la disobbedienza ai genitori, che «poiché era stato Dio a chiedermelo, avessi avuto anche cento padri e cento madri, fossi anche nata figlia di re, sarei partita ugualmente»; circa l'aspetto degli angeli, si spinse ben oltre quanto i suoi accusatori le chiedessero, asserendo con naturalezza: «Vengono spesso tra gli uomini senza che nessuno li veda; io stessa li ho visti molte volte in mezzo alla gente»; circa il presunto tentativo di togliersi la vita, ribadì che il suo unico intento era quello di evadere; riguardo al "segno" dato al Delfino, Giovanna narrò che un angelo aveva consegnato al Delfino una corona di grande valore, simbolo della volontà divina che guidava le sue azioni al fine di far riconquistare a Carlo il regno di Francia (raffigurato dalla corona), rappresentazione metaforica del tutto in linea con il modo di esprimersi del tempo, soprattutto riguardo a quanto si riteneva ineffabile; riguardo al peccato e se ritenesse di essere in stato di Grazia, Giovanna rispose «mi rimetto in tutto a Nostro Signore», così come, pochi giorni prima, durante le udienze pubbliche, aveva risposto: «Se non lo sono, che Dio mi ci metta; se lo sono, che Dio mi ci mantenga!».
Durante il sesto e ultimo interrogatorio, gli inquisitori spiegarono infine a Giovanna che esisteva una "Chiesa trionfante" e una "Chiesa militante"; l'imputata si limitò a riaffermare quanto aveva già risposto: «Che Dio e la Chiesa siano una cosa sola, mi sembra chiaro. Ma voi, perché fate tanti cavilli?». Gli stessi contemporanei che ebbero modo di presenziare agli interrogatori, specialmente i più eruditi, come testimonia il medico Jean Tiphaine, notarono l'accortezza e la saggezza con le quali Giovanna rispondeva; al contempo difendeva la veridicità delle sue "voci", riconosceva l'autorità della Chiesa, si affidava completamente a Dio, così come di lì a pochi giorni, alla domanda se ritenesse di doversi sottomettere alla Chiesa, avrebbe risposto: «Sì, Dio servito per primo».
Il 27 e il 28 marzo furono letti all'imputata i settanta articoli che componevano l'atto di accusa formulato da Jean d'Estivet. Molti articoli erano palesemente falsi o quantomeno non suffragati da alcuna testimonianza, meno che mai dalle risposte dell'imputata; tra essi si leggeva che Giovanna avrebbe bestemmiato, portato con sé una mandragora, stregato stendardo, spada e anello conferendo ad essi virtù magiche; frequentato le fate, venerato spiriti maligni, tenuto commercio con due "consiglieri della sorgente", fatto venerare la propria armatura, formulato divinazioni. Altri, come il sessantaduesimo articolo, sarebbero potuti risultare più insidiosi, in quanto ravvisavano in Giovanna la volontà di entrare in contatto direttamente con il divino, senza la mediazione della Chiesa, eppure passarono quasi inosservati. Paradossalmente, risultò di sempre maggior rilevanza l'uso di Giovanna di portare abiti da uomo.
Si scontravano da un lato l'applicazione formale e letterale della dottrina, che si appigliava a quell'abito maschile come a un marchio d'infamia, dall'altro la visione "mistica" di Giovanna, per la quale l'abito era cosa da nulla se paragonato al mondo spirituale. Il 31 marzo Giovanna fu nuovamente interrogata nella sua prigione e acconsentì a sottomettersi alla Chiesa, purché non le fosse chiesto di affermare che le "voci" non provenissero da Dio; che avrebbe ubbidito ad essa purché Dio fosse «servito per primo». Così trascorse la Pasqua, che quell'anno cadeva il primo giorno d'aprile, senza che Giovanna potesse udire Messa o comunicarsi, nonostante le sue suppliche.
I settanta articoli in cui consisteva l'accusa contro Giovanna la Pulzella furono condensati in dodici articoli estratti dall'atto formale redatto da Jean d'Estivet; tale era la normale procedura inquisitoriale. Questi dodici articoli, in base ai quali Giovanna era considerata «idolatra», «invocatrice di diavoli», «blasfema», «eretica» e «scismatica», furono sottoposti agli assessori e inviati a teologi di chiara fama; alcuni li approvarono senza riserve ma diverse furono le voci discordanti: uno degli assessori, Raoul le Sauvage, ritenne che l'intero processo dovesse essere inviato al Pontefice; il vescovo di Avranches rispose che non v'era nulla d'impossibile in quanto Giovanna asseriva. Alcuni chierici di Rouen o ivi giunti ritennero di fatto Giovanna innocente o, quantomeno, il processo illegittimo; tra questi Jean Lohier, che reputò il processo illegale nella forma e nella sostanza, in quanto gli assessori non erano liberi, le sedute si tenevano a porte chiuse, gli argomenti trattati troppo complessi per una ragazzina e soprattutto che il vero motivo del processo era politico, in quanto attraverso Giovanna s'intendeva infangare il nome di Carlo VII.
Per queste sue schiette risposte, che oltretutto svelavano il fine politico del processo, Lohier dovette abbandonare in gran fretta Rouen. Il 16 aprile 1431 Giovanna fu colpita da un grave malessere accompagnato da un violento stato febbrile, che fece temere per la sua vita, ma si riprese nel giro di pochi giorni. Le vennero inviati tre medici, tra cui Jean Tiphaine, medico personale della duchessa di Bedford, che poté riferire che Giovanna si era sentita male dopo aver mangiato un pesce inviatole da Cauchon, cosa che suscitò il sospetto di un tentato avvelenamento, peraltro mai provato. Due giorni dopo, tuttavia, Giovanna riuscì a sostenere la "ammonizione caritatevole", alla quale ne seguì una seconda il 2 maggio, senza che Giovanna cedesse su nulla, pur riconoscendo l'autorità del Pontefice. Del resto, più di una volta la ragazza si era appellata al Papa; appello che le era sempre stato negato nonostante la contraddizione evidente, essendo impossibile essere eretici e riconoscere al contempo l'autorità pontificia.
Il 9 maggio Giovanna, condotta nel torrione del castello di Rouen, si trovò dinanzi Cauchon, alcuni assessori e Maugier Leparmentier, il boia; minacciata di tortura, non rinnegò nulla e rifiutò di piegarsi, pur confessando la propria paura. Il tribunale decise infine di non ricorrere alla tortura, probabilmente per il timore che la ragazza riuscisse a sopportare la prova e forse anche per non rischiare di apporre sul processo una macchia indelebile. Il 23 maggio furono letti a Giovanna, presenti numerosi membri del tribunale, i dodici articoli a suo carico. Giovanna rispose che confermava tutto quanto aveva detto durante il processo e che lo avrebbe sostenuto sino alla fine.

### L'abiura
Il 24 maggio 1431 Giovanna fu tradotta dalla sua prigione nel cimitero della chiesa di Saint-Ouen, sul margine orientale della città, dove erano già state preparate una piattaforma per lei, in modo che la popolazione potesse vederla e udirla distintamente., e tribune per i giudici e gli assessori. Più in basso, il carnefice attendeva sul suo carro Presente Enrico Beaufort, vescovo di Winchester e cardinale, la ragazza fu ammonita dal teologo Guillame Erard che, dopo un lungo sermone, domandò a Giovanna ancora una volta di abiurare i crimini contenuti nei dodici articoli dell'accusa. Giovanna rispose: «Mi rimetto a Dio e al Nostro Santo Padre il Papa», risposta che doveva esserle stata suggerita da Jean de La Fontaine, il quale, pur nella sua veste di assessore, evidentemente aveva ritenuto corretto informare l'imputata dei suoi diritti (fatto che gli sarebbe costato l'esclusione dal processo e l'allontanamento da Rouen); inoltre, presso la ragazza si trovavano i domenicani Isambart de la Pierre e Martin Ladvenu, esperti delle procedure inquisitoriali.

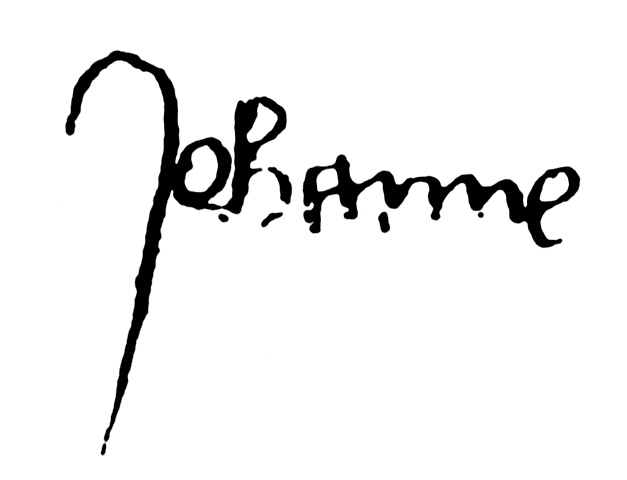
La firma di Giovanna: analfabeta, era l'unica parola che fosse in grado di scrivere.

Com'era prassi del tempo, l'appello al Papa avrebbe dovuto interrompere la procedura inquisitoriale e portare alla traduzione dell'imputata innanzi al Pontefice; tuttavia, nonostante la presenza di un cardinale, Erard liquidò la questione sostenendo che il Pontefice era troppo lontano, continuando ad ammonire Giovanna per tre volte; infine Cauchon prese la parola e iniziò a leggere la sentenza, quando fu interrotto da un grido di Giovanna: «Accetto tutto quello che i giudici e la Chiesa vorranno sentenziare!».
A Giovanna fu quindi consegnato una dichiarazione per mano dell'usciere, Jean Massieu; nonostante lo stesso Massieu l'avvertisse del pericolo in cui incorreva firmandola, la ragazza siglò il documento con una croce. In realtà Giovanna, seppure analfabeta, aveva imparato a firmare con il suo nome, "Jehanne", così come appare nelle lettere che ci sono pervenute e anzi la Pulzella aveva dichiarato durante il processo che era solita apporre una croce su una lettera inviata a un capitano di guerra quando voleva significare ch'egli non doveva fare ciò che ella gli aveva scritto; è probabile che tale segno avesse, nella mente di Giovanna, lo stesso significato, tanto più che la ragazza lo tracciò accompagnandolo con un riso enigmatico.
L'abiura che Giovanna aveva firmato non era più lunga di otto righe, nelle quali s'impegnava a non riprendere le armi, né portare abito d'uomo, né capelli corti, mentre agli atti fu messo un documento di abiura di quarantaquattro righe in latino. La sentenza emessa era comunque durissima: Giovanna era condannata alla carcerazione a vita nelle prigioni ecclesiastiche, a «pane di dolore» e «acqua di tristezza». Nondimeno, la ragazza sarebbe stata sorvegliata da donne, non più costretta da ferri giorno e notte e libera dal tormento dei continui interrogatori; rimase tuttavia sorpresa quando Cauchon ordinò di rinchiuderla nello stesso carcere destinato ai prigionieri di guerra che aveva lasciato la mattina.
Questa violazione delle norme ecclesiastiche fu con ogni probabilità voluta dallo stesso Cauchon per un fine preciso, indurre Giovanna a indossare nuovamente l'abito da uomo per difendersi dai soprusi dei soldati. Infatti solamente i relapsi, ossia coloro che, avendo già abiurato, ricadevano in errore, erano destinati al rogo. Gli inglesi, tuttavia, persuasi che ormai Giovanna fosse sfuggita loro di mano, poco avvezzi alle procedure dell'Inquisizione, esplosero in un tumulto e in un lancio di sassi contro lo stesso Cauchon. Nuovamente in carcere, Giovanna divenne oggetto di una collera ancora maggiore da parte dei suoi carcerieri; il domenicano Martin Ladvenu riporta che Giovanna gli riferì di un tentativo di violentarla da parte di un inglese, che, non riuscendovi, la percosse con ferocia.
La mattina di domenica 27 maggio, Giovanna chiese di alzarsi e un soldato inglese le sottrasse gli abiti da donna e gettando nella sua cella quelli maschili; nonostante le proteste della Pulzella, non gliene furono concessi altri. A mezzogiorno, Giovanna fu costretta a cedere; Cauchon e il viceinquisitore Lemaistre, insieme ad alcuni assessori, si recarono il giorno seguente alla prigione: Giovanna affermò coraggiosamente di aver ripreso l'abito maschile di propria iniziativa, poiché si trovava tra uomini e non, come suo diritto, in una prigione ecclesiastica, sorvegliata da donne, ove poter sentir messa.
Interrogata ancora, ribadì di credere fermamente che le voci che le apparivano erano quelle di santa Caterina e di santa Margherita, di essere inviata da Dio, di non aver capito una sola parola dell'atto di abiura, e aggiunse: «Dio mi ha mandato a dire per bocca di santa Caterina e santa Margherita quale miserabile tradimento ho commesso accettando di ritrattare tutto per paura della morte; mi ha fatto capire che, volendo salvarmi, stavo per dannarmi l'anima!» e ancora: «Preferisco fare penitenza in una sola volta e morire piuttosto che sopportare più a lungo la sofferenza di questa prigione». Il 29 maggio Cauchon riunì per l'ultima volta il tribunale per decidere la sorte di Giovanna. Su quarantadue assessori, trentanove dichiararono che fosse necessario leggerle nuovamente l'abiura formale e proporle la "Parola di Dio". Il loro potere, però, era solo consultivo: Cauchon e Jean Lemaistre condannarono Giovanna al rogo.

## Il supplizio e la morte

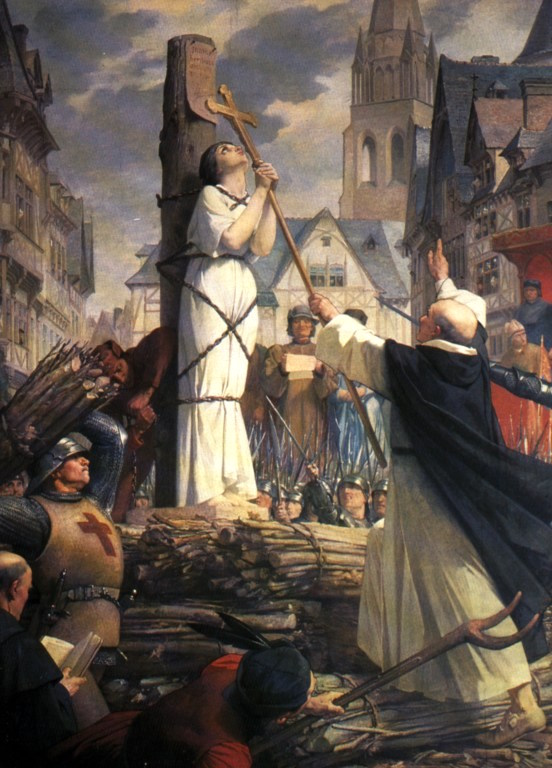
Morte di Giovanna d'Arco, quadro di Jules Eugène Lenepveu (1886-1890) esposto al Panthéon de Paris

Due frati domenicani, Jean Toutmouillé e Martin Ladvenu, entrarono nella cella di Giovanna il 30 maggio 1431; quest'ultimo la ascoltò in confessione e le comunicò quale sorte era stata decretata per lei quel giorno. Nella sua ultima lamentazione, la Pulzella, vedendo entrare il vescovo Cauchon, esclamò: «Vescovo, muoio per causa vostra.» In seguito, quando questi si fu allontanato, Giovanna chiese di ricevere l'eucaristia. Martin Ladvenu non seppe che cosa risponderle, poiché non era possibile a un eretico comunicarsi e chiese allo stesso Cauchon come dovesse comportarsi; sorprendentemente, e in violazione ancora una volta di ogni norma ecclesiastica, questi rispose di somministrarle il sacramento.
Giovanna fu condotta nella piazza del Mercato Vecchio di Rouen e fu data lettura della sentenza ecclesiastica. Successivamente, senza che il balivo o il suo luogotenente prendessero in custodia la prigioniera, fu abbandonata nelle mani del boia, Geoffroy Thérage, e condotta dove il legno era già pronto, di fronte a una folla numerosa riunitasi per l'occasione. Vestita di un lungo abito bianco e scortata da circa duecento soldati, salì sino al palo dove fu incatenata, sopra una gran quantità di legna. In tal modo, difficilmente avrebbe perso i sensi per asfissia, poiché l'intento era di arderla viva.
Giovanna, caduta in ginocchio, invocò Dio, la Vergine, l'arcangelo Michele, santa Caterina e santa Margherita; domandò e offrì perdono a tutti. Chiese una croce e un soldato inglese, impietosito, prese due rami secchi e li legò a formarne una, che la ragazza strinse al petto; Isambart de La Pierre corse a prendere la croce astile della chiesa e gliela pose dinanzi; infine, i soldati strattonarono il boia e gli ordinarono: «Fa' ciò che devi!». Il fuoco salì veloce e Giovanna chiese dapprima dell'acqua benedetta; poi, investita dalle fiamme, gridò a gran voce: «Gesù!». Morì bruciata a 19 anni.

## La riabilitazione e la canonizzazione

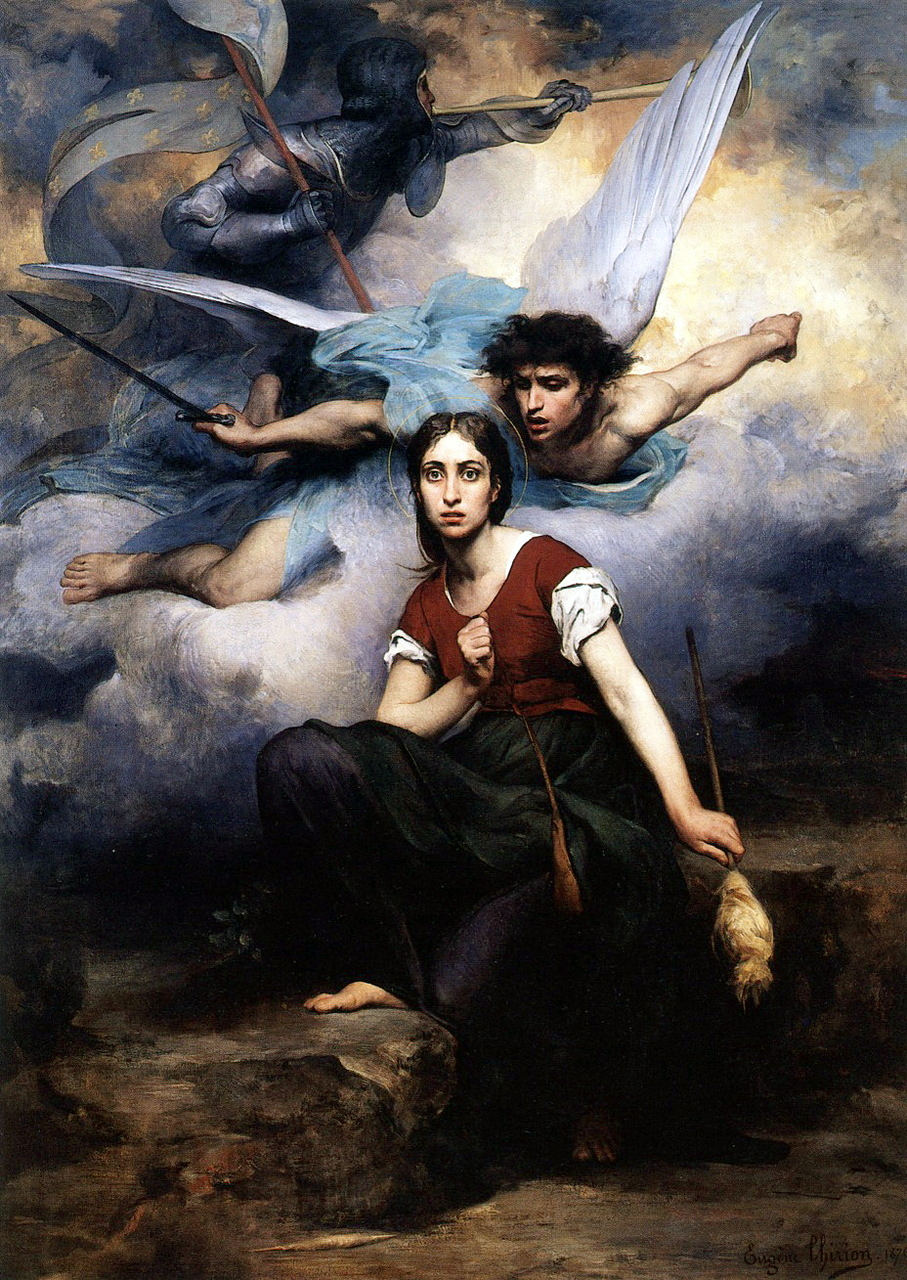
Jeanne d'Arc écoutant les voix, olio su tela di Eugene Thirion (1876; Ville de Chatou, Église de Notre-Dame).

Nel 1449 Rouen capitolò dinanzi all'esercito francese, agli ordini del Bastardo d'Orléans, dopo decenni di dominazione inglese (durante i quali la popolazione era passata da 14.992 a 5.976 abitanti). Scorgendo le avanguardie dell'armata reale, gli abitanti della città tentarono di aprir loro la porta di Sant'Ilario, ma furono giustiziati dalla guarnigione inglese. Tuttavia, la ribellione nella "seconda capitale del regno" era evidentemente ormai prossima. Il governatore, Edmond de Somerset, ottenne un salvacondotto per sé e i suoi, e un'amnistia generale per coloro che avevano collaborato con gli inglesi nel periodo di occupazione; in cambio, lasciò sia Rouen sia altre città minori come Honfleur e, sano e salvo, si ritirò nei pressi di Caen.
Quando Carlo VII entrò nella città fu accolto da trionfatore, e di lì a breve ordinò al suo consigliere Guillame Bouillé un'inchiesta sul processo subito da Giovanna diciotto anni prima. Nel frattempo, molte cose erano cambiate o stavano cambiando: con la vittoria francese nella battaglia di Castillon del 1453 la guerra dei cent'anni ebbe fine, pur in assenza di un trattato di pace; gli inglesi mantenevano il controllo solo del porto di Calais. Lo scisma che travagliava la Chiesa era cessato con l'abdicazione dell'ultimo antipapa, Felice V; tra i negoziatori che giunsero a persuaderlo a sottomettersi all'autorità della Chiesa vi era lo stesso Bastardo d'Orléans, ormai braccio destro del re sul campo di battaglia, suo consigliere e suo rappresentante in tutte le questioni diplomatiche rilevanti.
Nel 1452, il legato pontificio Guillaume d'Estouteville e l'Inquisitore di Francia, Jean Bréhal, aprirono anch'essi un procedimento ecclesiastico che portò a un rescritto a firma del papa Callisto III con cui si autorizzava una revisione del processo del 1431, che durò dal 7 novembre 1455 al 7 luglio 1456. Dopo aver ascoltato centoquindici testimoni, il precedente processo fu dichiarato nullo e Giovanna fu, a posteriori, riabilitata e riconosciuta innocente.
Il suo antico compagno d'armi, il Bastardo d'Orléans, ormai divenuto conte di Dunois, fece erigere in ricordo di Giovanna una croce nel bosco di Saint-Germain, la "Croix-Pucelle", ancora oggi visibile. Quattro secoli dopo, nel 1869, il vescovo d'Orléans presentò una petizione per la canonizzazione della fanciulla. Papa Leone XIII, il 27 gennaio 1894, la proclamò venerabile e diede inizio al suo processo di beatificazione.

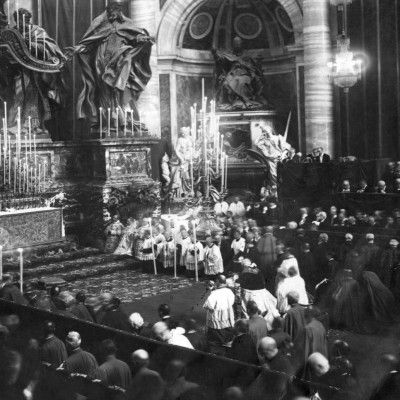
Un momento della canonizzazione presieduta da papa Benedetto XV nella Basilica Vaticana.

Giovanna venne beatificata il 18 aprile 1909 da papa Pio X e proclamata santa da papa Benedetto XV il 16 maggio 1920, dopo che le era stato riconosciuto il potere intercessorio per i miracoli prescritti (guarigione di due suore da ulcere incurabili e di una suora da una osteo-periostite cronica tubercolare, per quanto concerne la beatificazione, e la guarigione "istantanea e perfetta" di altre due donne, l'una affetta da una malattia perforante la pianta del piede, l'altra da "tubercolosi peritoneale e polmonare e da lesione organica dell'orifizio mitralico", per quanto concerne la canonizzazione).
Nel 1922 Giovanna fu dichiarata patrona di Francia, della telegrafia e della radiofonia. È venerata anche come protettrice dei martiri e dei perseguitati religiosi, delle forze armate e di polizia. La sua memoria liturgica è celebrata dalla Chiesa cattolica il 30 maggio. Giovanna d'Arco viene richiamata esplicitamente nel catechismo della Chiesa cattolica quale una delle più belle dimostrazioni di un animo aperto alla Grazia salvatrice.

## La verginità
Definendosi apertamente "la Pulzella", Giovanna dichiarava di volersi mettere al servizio di Dio in maniera totale, anima e corpo; la sua verginità simboleggiava chiaramente la purezza, tanto da un punto di vista fisico quanto da quello spirituale, della ragazza. Se fosse stata scoperta a mentire, sarebbe stata allontanata immediatamente. Di conseguenza, appurare la veridicità dell'affermazione acquisiva importanza soprattutto circa l'attendibilità di Giovanna. Così, per ben due volte, venne sottoposta all'esame delle matrone, a Poitiers nel marzo 1429 (dove fu esaminata da Jeanne de Preuilly, moglie di Raoul de Gaucourt, governatore d'Orléans, e da Jeanne de Mortemer, moglie di Robert le Maçon) e a Rouen il 13 gennaio 1431, su ordine del vescovo Cauchon, sotto la supervisione della stessa Anna di Borgogna, duchessa di Bedford, essendo trovata pulzella.
L'abitudine di Giovanna di portare abiti maschili, dettata in un primo tempo dalla necessità di cavalcare e indossare l'armatura, in galera aveva probabilmente il fine di impedire ai malintenzionati di violentarla. Durante il processo la questione degli indumenti da uomo fu ripresa più volte e, secondo Jean Massieu, durante la carcerazione ella riprese a vestire abiti femminili, ma le guardie inglesi le avrebbero tolto gli stessi gettandole in cella il sacco nel quale vi era l'abito da uomo.

## Le reliquie
Giovanna d'Arco fu giustiziata sul rogo il 30 maggio 1431 e l'esecuzione procedette con modalità ben descritte nelle cronache dell'epoca. La condannata fu uccisa direttamente dalle fiamme, contrariamente a quanto accadeva solitamente per i condannati a morte, che erano soffocati dall'inalazione dei fumi arroventati prodotti dalla combustione del legname e della paglia. Alla fine, del corpo della Pulzella rimasero solo le ceneri, il cuore e qualche frammento osseo. Secondo la testimonianza di Isambart de La Pierre, il cuore di Giovanna non fu consumato nel rogo e, per quanto zolfo, olio o carbone il carnefice vi mettesse, non accennava ad ardere. I resti del rogo furono quindi caricati su un carro e gettati nella Senna, per ordine del conte di Warwick.
Nonostante la meticolosità dei carnefici e le rigide disposizioni delle autorità borgognone e inglesi avessero reso molto improbabile questa eventualità, nel 1867 furono rinvenute alcune presunte reliquie di Giovanna d'Arco nella residenza parigina di un farmacista. Fra queste vi era anche un femore di gatto la cui presenza, a detta di chi ne sosteneva l'autenticità, era spiegabile con il fatto che uno di questi animali sarebbe stato gettato nel rogo in cui ardeva la fanciulla. Le recenti analisi condotte da Philippe Charlier hanno però dimostrato che le reliquie attribuite alla santa sono in realtà databili tra il VI e il III secolo a.C. e sono frammenti di una mummia egiziana (i presunti segni di combustione sono in realtà, secondo Charlier, il prodotto di un processo di imbalsamazione).

## Il mito di Giovanna d'Arco
La forte impressione che la vita di Giovanna suscitò fra i suoi contemporanei e, in seguito, la scarsa conoscenza delle fonti storiche, diedero luogo a una "mitizzazione" del personaggio, reinterpretandolo in maniera molto diversa e, talvolta, diametralmente opposta, anche in ambito politico.
L'incredibile e breve vita, la passione e la drammatica morte di Giovanna d'Arco sono state raccontate innumerevoli volte in saggi, romanzi, biografie, drammi per il teatro; anche il cinema e l'opera lirica si sono occupati di questa figura.

### Annotazioni
1. 1 2 3  È tradizionalmente indicata la data del 6 gennaio, benché sulla scorta di un'unica fonte; cfr. (FR, LA)   Lettre de Perceval de Boulainvilliers au Duc de Milan, su stejeannedarc.net. URL consultato il 19 febbraio 2019.
2. 1 2 3  L'anno di nascita si evince sia dalle parole di Giovanna sia dall'escussione dei 115 testimoni del Processo in Nullità della condanna (con una sola eccezione) ed è quindi accettato come certo da quasi tutti gli storici. Cfr.  Teresa Cremisi, Il processo di condanna di Giovanna d'Arco, Milano, SE, 2000,  p. 217, ISBN 88-7710-482-1.
3. ↑  Per quanto riguarda il cognome, "Darc", occorre notare che all'epoca (inizio XV secolo) non era utilizzato l'apostrofo e pertanto lo stesso è stato traslitterato in "d'Arc". Inoltre, il cognome appare per la prima volta in un documento scritto dopo la morte della stessa Pulzella, con l'apertura del Processo in nullità a firma del Pontefice Callisto III nell'anno 1455: cfr. Pernoud-Clin, 1987, pp. 261-263.
4. ↑  Nei testi dell'epoca la madre di Giovanna viene indicata come "Isabelle Romée" probabilmente a motivo di un pellegrinaggio ch'ella avrebbe compiuto; erano infatti detti romei i pellegrini che si recavano a Roma. Cfr. Pernoud-Clin, 1987, pp. 55, 261.
5. ↑  Vaucouleurs era stata unita inseparabilmente alla corona nel 1365. Cfr. Michelet, 2000, p. 9.
6. ↑  Le testimonianze dei compaesani furono raccolte durante il Processo in nullità della sentenza di condanna, detto più comunemente "Processo di Riabilitazione", conclusosi nel 1456. Furono escussi 115 testimoni, tra cui molti coetanei di Giovanna e altre persone del suo paese natale.  Le procès en nullité de la condamnation - Préliminaires - Index, su stejeannedarc.net. URL consultato l'8 giugno 2023.
7. ↑  Altri traducono il termine "castità" con "verginità", sulla base sia delle differenti fonti che ci sono pervenute (alcune in latino, altre nel francese del XV secolo), sia della contestualizzazione delle espressioni nel momento della traduzione. Cfr. Pernoud, 1998, pp. 16, 17.
8. ↑  Circa le date e la durata del viaggio da Vaucouleurs a Chinon, e in particolare la data della partenza da Vaucouleurs, questione dibattuta, cfr. (FR) Une étape capitale de la mission de Jeanne d'Arc - Pierre Boissonade (PDF), su stejeannedarc.net. URL consultato il 12 maggio 2015 (archiviato dall'url originale il 24 settembre 2015).
9. ↑  Nonostante l'Università di Poitiers risulti fondata effettivamente nel 1431, riportiamo qui la notizia di una sua prima nascita datata al 1422 con bolla del pontefice Martino V (cfr. Cardini, 1999, p. 48) - coerentemente sia con la  Deposizione di Jean Pasquerel al Processo in nullità. sia con quanto riportato nella  Bolla di canonizzazione di Giovanna d'Arco a firma del Pontefice Benedetto XV.
10. ↑  La bastia era un avamposto fortificato a carattere provvisorio o semipermanente, spesso in legno. Cfr.  Glossario dei termini relativi all'architettura fortificata, su istitutoitalianocastelli.it. URL consultato il 17 giugno 2018 (archiviato dall'url originale il 28 giugno 2020). e anche  Etimologia: bastia, bastita, su etimo.it. URL consultato il 17 giugno 2018.
11. ↑  Per la data esatta, vedi Chronologie in Pernoud, 1969, p. 297.
12. ↑  Il padre di Giovanna alloggiava alla locanda dell'Asino Striato, di fronte alla cattedrale. Cfr. Belloc, 2006, p. 60. Régine Pernoud e Marie-Véronique Clin riportano la presenza di entrambi i genitori alla Consacrazione - Cfr.  Régine Pernoud e Marie-Véronique Clin, Giovanna d'Arco, traduzione di Andrea Marchesi, Roma, Città Nuova Editrice, 1987,  p. 91, ISBN 88-311-5205-X.
13. ↑  Tra l'altro, Filippo il Buono ottenne «l'ingiustificato vantaggio di "impegnarsi, se gli sembrerà opportuno, nella difesa della città di Parigi, e di resistere a coloro che vogliano farle guerra o arrecarle danno"», Bogliolo, 2000, pp. 168, 169.
14. ↑  Secondo Régine Pernoud e Marie-Véronique Clin, invece, sulla scorta di Perceval de Cagny, fu il sire di Gaucourt a trarre via Giovanna dal bordo del fossato. Cfr. Pernoud-Clin, 1987, p. 105.
15. ↑  Caffin de Merouville scrive «toujours empressé et fidèle», ossia, letteralmente, «sempre caloroso e fedele». Cfr. Caffin de Merouville, 2003, p. 220.
16. ↑  Nella lettera, firmata, si legge «Giovanna la Pulzella ha ricevuto le vostre lettere in cui dite che temete di essere assediati. Vogliate sapere che non lo sarete (…) chiudete le vostre porte perché sarò tra breve da voi». Cfr. Pernoud-Clin, 1987, p. 111, 331, 332.
17. ↑  Giovanni II di Lussemburgo-Ligny era un vassallo del duca Filippo di Borgogna; tuttavia, era al tempo stesso consigliere del re d'Inghilterra e, pertanto, è spesso considerato anche vassallo della corona inglese. Cfr. Pernoud-Clin, 1987, pp. 248, 249.
18. ↑  Il fatto che Giovanna fosse una "prigioniera di guerra" è attestato da una ricevuta di Jean Bruyse, lo scudiero che aveva materialmente ricevuto la somma versata a Jean de Luxembourg. Cfr. Pernoud-Clin, 1987, p. 133.
19. ↑  Riportiamo il nome secondo la grafia dell'epoca. Cfr. Cardini, 1999, p. 95. Altri testi preferiscono la grafia moderna Jean Lemaître. Cfr. Pernoud-Clin, 1987, p. 143.
20. ↑  Il numero degli assessori varia da un'udienza all'altra sino a raggiungere il massimo di sessantatré. Cfr. Cremisi, 2000, p. 145 (Mercoledì 2 maggio, in una sala del castello di Rouen).
21. ↑  Il 2 maggio Giovanna chiede d'essere condotta dinanzi al Papa; nella Quinta udienza pubblica, del giovedì 1º marzo, tenutasi nella sala grande del castello di Rouen, aveva risposto «Io credo a monsignore il papa che sta a Roma». Cfr. Cremisi, 2000, pp. 48, 147 (Quinta udienza pubblica, giovedì 1º marzo, nella sala grande del castello di Rouen; mercoledì 2 maggio, in una sala del castello di Rouen).
22. ↑  «Ego refero me Deo et domino nostro Papæ» - (FR, LA)   Procès de condamnation - procès ordinaire - Abjuration - 24 mai 1431, su stejeannedarc.net. URL consultato il 26 novembre 2011.
23. ↑  Il nome di Lemaistre non compare, tuttavia, nella redazione del processo di «relapsa» ed è dubbio che egli vi abbia partecipato, nonostante fosse giudice al pari di Pietro Cauchon. Cfr. Pernoud-Clin, 1987, p. 178.
24. ↑  La data d'inizio del Processo in nullità della condanna è stabilita al 7 novembre 1455, giorno in cui la madre di Giovanna si presentò, a Parigi, innanzi a tre vescovi designati dal Pontefice, chiedendo formalmente la revisione del processo di condanna. Agli atti furono allegate anche le deposizioni già acquisite in tale data. Cfr. Pernoud-Clin, 1987, pp. 198-201.
25. ↑  Più precisamente, è una santa patrona secondaria della Francia, insieme a Santa Teresa di Lisieux, mentre patrona principale è la Santissima Maria madre di Dio. Cfr. (LA) Lettera apostolica che proclama Santa Teresa di Lisieux patrona secondaria della Francia, a firma di Pio XII, su vatican.va. URL consultato il 26 novembre 2011.
26. ↑  Anche il calendario dei santi della Chiesa anglicana ricorda nello stesso giorno Giovanna d'Arco. Cfr.  The Church of England - The Calendar, su churchofengland.org.

### Fonti
1. ↑  (FR) Philippe Contamine, «Remarques critiques sur les étendards de Jeanne d'Arc», in Francia - Forschungen zur westeuropäischen Geschichte, vol. 34, n. 1, Ostfildern, Jan Thorbecke Verlag, 2007,  pp. 199-200, DOI:10.11588/fr.2007.1.45032.
2. ↑  Cardini, 1999, p. 31.
3. ↑  (EN) Giovanna d'Arco, in Enciclopedia Britannica, Encyclopædia Britannica, Inc.
4. ↑  (EN, FR) Joan of Arc, su geniusrevive.com, Genvive, 11 giugno 2017. URL consultato il 4 luglio 2020.
5. ↑  (FR) Marius Sepet, «Observations critiques sur l'histoire de Jeanne d'Arc. La lettre de Perceval de Boulainvilliers», in Bibliothèque de l'École des chartes, t. 77, Paris, Librairie Alphonse Picard et fils, 1916,  pp. 439-447.
6. ↑  (FR) Colette Beaune, Jeanne d'Arc, Paris, Perrin, 2004,  pp. 26-30.
7. ↑  (FR) Olivier Bouzy, Jeanne d'Arc en son siècle, Paris, Fayard, 2013,  pp. 91-93.
8. ↑  (FR) Gerd Krumeich, «La date de la naissance de Jeanne d'Arc», in Catherine Guyon e Magali Delavenne (a cura di), De Domrémy... à Tokyo: Jeanne d'Arc et la Lorraine: actes du colloque universitaire international, Domrémy et Vaucouleurs, 24-26 mai 2012, collana «Archéologie, espaces, patrimoines», Nancy, Presses universitaires de France, 2013,  pp. 21-31.
9. ↑  Cremisi, 2000, p. 16 (Prima udienza pubblica, mercoledì 21 febbraio 1431, nella cappella del castello di Rouen).
10. ↑  Pernoud-Clin, 1987, pp. 203-205.
11. ↑  (FR, LA)   Procès de condamnation - procès d'office - Deuxième interrogatoire privé - 12 mars 1431, su stejeannedarc.net. URL consultato il 15 gennaio 2015. «Item dicit quod, prima vice qua audivit vocem suam, ipsa vovit servare virginitatem suam, tamdiu quamdiu placuit Deo; et erat in ætate XIII annorum, vel circiter».
12. ↑  Cardini, 1999, p. 38, 39.
13. ↑  Cremisi, 2000, p. 20 (Seconda udienza pubblica, giovedì 22 febbraio 1431, in fondo alla sala grande del castello di Rouen).
14. 1 2  Cremisi, 2000, pp. 80, 81 (Secondo interrogatorio complementare, lunedì 12 marzo 1431, nella prigione di Giovanna).
15. ↑  Pernoud, 1998, pp. 16-20.
16. ↑  Cardini, 1999, p. 39.
17. ↑  Bogliolo, 2000, pp. 52, 53.
18. ↑  Pernoud, 1969, pp. 78–83, 297.
19. ↑  Cardini, 1999, pp. 42-45.
20. ↑  Bogliolo, 2000, pp. 19-23.
21. ↑  Cremisi, 2000, pp. 21, 22 (Seconda udienza pubblica, giovedì 22 febbraio 1431, in fondo alla sala grande del castello di Rouen).
22. ↑  Cremisi, 2000, pp. 21, 22, 81, 82.
23. ↑  Pernoud-Clin, 1987, p. 207.
24. ↑  Pernoud, 1998, pp. 19, 20.
25. 1 2   Divina disponente (16 maggio 1920) | BENEDETTO XV, su vatican.va. URL consultato l'8 giugno 2023.
26. ↑  Pernoud-Clin, 1987, pp. 33-37.
27. ↑  Pernoud-Clin, 1987, pp. 23, 28–29.
28. ↑  Caffin de Merouville, 2003, pp. 187-190.
29. ↑  Cousinot, 1992, pp. 85-88.
30. 1 2 3  Cremisi, 2000, p. 81 (Secondo interrogatorio complementare, lunedì 12 marzo, nella prigione di Giovanna).
31. ↑   Divina disponente (16 maggio 1920) | BENEDETTO XV, su vatican.va. URL consultato il 1º marzo 2024.
32. ↑  (FR) Une étape capitale de la mission de Jeanne d'Arc - Pierre Boissonade, su drive.google.com. URL consultato il 1º marzo 2024.
33. ↑  Cfr.  Philippe Contamine, Olivier Bouzy e Xavier Hélary, Jeanne d'Arc. Histoire et dictionnaire, Parigi, Éditions Robert Laffont, 2012. p. 1214.
34. ↑  La data tradizionale del 22 febbraio è invece riportata, ad esempio, da Régine Pernoud e Marie-Véronique Clin Pernoud-Clin, 1987, p. 339.
35. ↑  Pernoud-Clin, 1987, pp. 36-39.
36. ↑  Bogliolo, 2000, p. 75.
37. ↑  Cardini, 1999, pp. 45-47.
38. ↑  Pernoud, 1969, p. 110.
39. ↑  (FR) Déposition du Duc D'Alençon - Procès de Réhabilitation, su stejeannedarc.net. URL consultato il 2 novembre 2011.
40. ↑  Duby, 2001, p. 449.
41. ↑  Pernoud-Clin, 1987, pp. 46-51.
42. ↑  Cardini, 1999, pp. 49-52.
43. ↑  Duby, 2001, p. 459.
44. ↑  Bogliolo, 2000, pp. 96-99.
45. ↑  Michelet, 2000, pp. 33-35.
46. 1 2  Cremisi, 2000, p. 82 (Secondo interrogatorio complementare, lunedì 12 marzo, nella prigione di Giovanna).
47. ↑  Pernoud, 1969, pp. 86-94.
48. ↑  Cardini, 1999, p. 53.
49. ↑  Pernoud, 1969, pp. 99-106.
50. ↑  Garnier, 1999, pp. 162-165.
51. ↑  Caffin de Merouville, 2003, p. 193.
52. ↑  Caffin de Merouville, 2003, p. 190.
53. ↑  Bogliolo, 2000, pp. 90, 94.
54. ↑  Bogliolo, 2000, p. 94.
55. ↑  Pernoud-Clin, 1987, pp. 58-60.
56. ↑  Pernoud, 1969, pp. 118, 119.
57. ↑  Caffin de Merouville, 2003, p. 189.
58. ↑  Garnier, 1999, p. 165.
59. ↑  Belloc, 2006, p. 37.
60. ↑  Pernoud, 1969, p. 123.
61. ↑  Caffin de Merouville, 2003, pp. 195, 196.
62. ↑  Bogliolo, 2000, p. 108.
63. ↑  Michelet, 2000, p. 41.
64. ↑  Michelet, 2000, pp. 31, 32.
65. ↑  Cremisi, 2000, p. 45 (Quarta udienza pubblica, martedì 27 febbraio, nella sala grande del castello di Rouen).
66. ↑  Pernoud-Clin, 1987, pp. 274-276.
67. ↑  Cremisi, 2000, pp. 42–44 (Quarta udienza pubblica, martedì 27 febbraio, nella sala grande del castello di Rouen).
68. ↑  Pernoud, 1969, pp. 129, 130.
69. 1 2  Michelet, 2000, p. 43.
70. ↑  Cousinot, 1992, p. 289.
71. ↑  Pernoud, 1969, pp. 131, 132.
72. ↑  Garnier, 1999, p. 168.
73. ↑  Caffin de Merouville, 2003, p. 194.
74. ↑  Pernoud, 1969, pp. 132–134, 297.
75. ↑  Cardini, 1999, p. 55.
76. ↑  Pernoud, 1992, pp. 39, 40.
77. ↑  Michelet, 2000, p. 46.
78. ↑  Cousinot, 1992, p. 106.
79. ↑  Cremisi, 2000, p. 188, dalla deposizione di Dunois, il Bastardo d'Orléans, agli atti dell'inchiesta per il processo di riabilitazione.
80. ↑  Pernoud, 1969, pp. 138, 139.
81. ↑  Belloc, 2006, p. 46.
82. ↑  Pernoud, 1969, pp. 140, 141.
83. ↑  Cousinot, 1992, p. 295.
84. ↑  Cousinot, 1992, p. 109.
85. ↑  Pernoud, 1969, p. 142.
86. ↑  Michelet, 2000, p. 48.
87. ↑  Cousinot, 1992, p. 298.
88. ↑  Bogliolo, 2000, pp. 126, 127.
89. ↑  Pernoud-Clin, 1987, p. 74.
90. ↑  Garnier, 1999, pp. 173-175.
91. ↑  Pernoud-Clin, 1987, p. 342 - Cronologia.
92. ↑  Pernoud, 1969, p. 149.
93. ↑  Garnier, 1999, p. 176.
94. ↑  Pernoud-Clin, 1987, p. 82.
95. ↑  Pernoud, 1969, p. 151.
96. ↑  Cousinot, 1992, pp. 117, 118.
97. ↑  Pernoud, 1969, p. 152.
98. ↑  Garnier, 1999, pp. 176, 177.
99. ↑  Bogliolo, 2000, pp. 141, 142.
100. ↑  Pernoud-Clin, 1987, pp. 82, 83.
101. ↑  Garnier, 1999, pp. 176-177.
102. ↑  Bogliolo, 2000, pp. 142, 143.
103. ↑  Pernoud, 1969, p. 153.
104. ↑  Pernoud-Clin, 1987, pp. 83, 84.
105. ↑  Garnier, 1999, p. 178.
106. ↑  Bogliolo, 2000, p. 144.
107. ↑  Michelet, 2000, p. 51.
108. 1 2  Pernoud, 1969, pp. 154, 155.
109. 1 2  Pernoud-Clin, 1987, p. 85.
110. ↑  Michelet, 2000, p. 51, 52.
111. ↑  Cousinot, 1992, p. 123.
112. ↑  Pernoud, 1969, p. 155.
113. ↑  Garnier, 1999, pp. 179, 180.
114. ↑  Cousinot, 1992, pp. 122, 123.
115. 1 2  (FR) Déposition de Jean d'Orléans, comte de Dunois - Procès de Réhabilitation, su stejeannedarc.net. URL consultato il 2 novembre 2011.
116. ↑  Caffin de Merouville, 2003, p. 208.
117. ↑  Michelet, 2000, pp. 52-53.
118. ↑  Pernoud-Clin, 1987, pp. 85, 86.
119. ↑  Pernoud-Clin, 1987, pp. 86, 87.
120. ↑  Michelet, 2000, pp. 53, 54.
121. ↑  Cousinot, 1992, pp. 132-135.
122. 1 2  Pernoud-Clin, 1987, pp. 88-91.
123. ↑  Di essi non si sarebbe potuto fare a meno, poiché, secondo la tradizione, avrebbero dovuto reggere la corona con la mano destra: Bogliolo, 2000, p. 154.
124. ↑  Garnier, 1999, pp. 181-183.
125. ↑  Cardini, 1999, pp. 71, 72.
126. ↑  Cousinot, 1992, pp. 322, 323.
127. ↑  Michelet, 2000, pp. 55, 56.
128. ↑  Cousinot, 1992, p. 140.
129. ↑   dal registro del Parlamento di Parigi (1429) tenuto da Clément de Fauquembergue.
130. ↑  Cousinot, 1992, pp. 137-142.
131. ↑  Cardini, 1999, p. 74.
132. ↑  Garnier, 1999, p. 182.
133. ↑  Pernoud-Clin, 1987, p. 100.
134. ↑  Pernoud-Clin, 1987, pp. 98-100.
135. 1 2  Cardini, 1999, p. 74, 75.
136. ↑  Belloc, 2006, p. 64.
137. ↑  Cousinot, 1992, p. 145.
138. ↑  Garnier, 1999, pp. 186-187.
139. ↑  Michelet, 2000, p. 63.
140. ↑  Michelet, 2000, p. 65.
141. ↑  Bogliolo, 2000, pp. 168-170.
142. ↑  Pernoud-Clin, 1987, p. 102.
143. ↑  Michelet, 2000, pp. 59, 60.
144. ↑  Pernoud-Clin, 1987, p. 104.
145. 1 2  Cousinot, 1992, pp. 146-148.
146. ↑  Pernoud-Clin, 1987, p. 105.
147. ↑  Michelet, 2000, pp. 64, 65.
148. ↑  Cremisi, 2000, p. 24 (Seconda udienza pubblica, giovedì 22 febbraio 1431, in fondo alla sala grande del castello di Rouen).
149. ↑  Pernoud-Clin, 1987, p. 106.
150. ↑  Michelet, 2000, p. 65, 66.
151. ↑  Pernoud-Clin, 1987, pp. 107-111, 344.
152. ↑  Cardini, 1999, p. 79.
153. ↑  Pernoud-Clin, 1987, pp. 111, 113.
154. ↑  Bogliolo, 2000, p. 183.
155. ↑  Belloc, 2006, pp. 66, 67.
156. 1 2  Pernoud-Clin, 1987, p. 111.
157. ↑  Cardini, 1999, pp. 80, 81.
158. ↑  Pernoud-Clin, 1987, p. 107.
159. ↑  Pernoud-Clin, 1987, pp. 113-116.
160. ↑  Caffin de Merouville, 2003, pp. 96, 220.
161. 1 2  Garnier, 1999, p. 191.
162. ↑  Pernoud-Clin, 1987, pp. 111–117, 345.
163. ↑  Duby, 2001, p. 450.
164. ↑  Pernoud-Clin, 1987, pp. 117-119.
165. ↑  Pernoud-Clin, 1987, pp. 279-282.
166. 1 2  Cardini, 1999, p. 83.
167. ↑  Pernoud-Clin, 1987, p. 120.
168. ↑  Pernoud, 1992, pp. 59, 60.
169. ↑  Cardini, 1999, pp. 89, 90.
170. ↑  Cremisi, 2000, pp. 61, 62 (Sesta udienza pubblica, sabato 3 marzo, nella sala grande del castello di Rouen).
171. ↑  Pernoud-Clin, 1987, pp. 127-132.
172. 1 2  (FR) Jeanne d'Arc par Henry Wallon - V ed. 1879 - Appendice II-3: Achat de Jeanne d'Arc, su stejeannedarc.net. URL consultato il 15 ottobre 2011.
173. 1 2  (FR) Jeanne d'Arc à Beaurevoir - Charles Journel - p.73 (PDF), su stejeannedarc.net. URL consultato il 26 ottobre 2015 (archiviato dall'url originale il 20 ottobre 2016).
174. ↑  (FR) Chronique de la Pucelle, chap. 26, su stejeannedarc.net. URL consultato il 15 ottobre 2011.
175. ↑  Caffin de Merouville, 2003, pp. 280–282, 310, 311.
176. ↑  Pernoud-Clin, 1987, p. 131.
177. ↑  Pernoud-Clin, 1987, pp. 135, 136.
178. ↑  Caffin de Merouville, 2003, p. 222.
179. ↑  (FR) Henry Wallon, Jeanne d'Arc, Livre VI - ROUEN - Les juges - V ed. 1879, su stejeannedarc.net. URL consultato il 15 ottobre 2011.
180. ↑  Cardini, 1999, pp. 88–90, 94.
181. ↑  Cardini, 1999, pp. 93, 94.
182. ↑  Garnier, 1999, p. 193.
183. ↑  Caffin de Merouville, 2003, pp. 226-227.
184. ↑  Pernoud-Clin, 1987, p. 125.
185. ↑  Pernoud, 1992, p. 64.
186. ↑  Pernoud-Clin, 1987, pp. 122, 123, 136.
187. 1 2  Belloc, 2006, p. 71.
188. ↑  Pernoud-Clin, 1987, p. 137.
189. ↑  Pernoud-Clin, 1987, pp. 261-263.
190. ↑  Pernoud, 1992, p. 68.
191. ↑  Michelet, 2000, p. 86.
192. 1 2  Cardini, 1999, pp. 94, 95.
193. ↑  Pernoud-Clin, 1987, p. 143.
194. ↑  Pernoud-Clin, 1987, p. 144.
195. ↑  Pernoud, 1992, p. 67.
196. ↑  Michelet, 2000, p. 97.
197. 1 2  Pernoud, 1992, p. 76.
198. ↑  Cremisi, 2000, p. 15 (Prima udienza pubblica, mercoledì 21 febbraio 1431, nella cappella del castello di Rouen).
199. ↑  Pernoud, 1992, p. 70.
200. ↑  Cremisi, 2000, p. 22 (Seconda udienza pubblica, giovedì 22 febbraio, in fondo alla sala grande del castello di Rouen).
201. ↑  Michelet, 2000, p. 100.
202. ↑  Cremisi, 2000, pp. 25–34 (Terza udienza pubblica, sabato 24 febbraio 1431, nella stessa sala del castello di Rouen).
203. ↑  Pernoud-Clin, 1987, p. 146.
204. ↑  Cremisi, 2000, pp. 37, 38, 41, 42 (Quarta udienza pubblica, martedì 27 febbraio, nella sala grande del castello di Rouen).
205. ↑  Cremisi, 2000, p. 56 (Quinta udienza pubblica, giovedì 1 marzo, nella sala grande del castello di Rouen).
206. ↑  Pernoud-Clin, 1987, pp. 154, 155.
207. ↑  Cremisi, 2000, pp. 106, 109, 113 (Quinto e sesto interrogatorio complementare, giovedì 15 marzo e sabato 17 marzo, nella prigione di Giovanna).
208. ↑  Cremisi, 2000, pp. 93, 94, 98, 99 (Quarto interrogatorio complementare, mercoledì 14 marzo, nella prigione di Giovanna).
209. 1 2  Cremisi, 2000, pp. 85–90 (Terzo interrogatorio complementare, martedì 13 marzo, nella prigione di Giovanna).
210. ↑  Cremisi, 2000, p. 96 (Quinto interrogatorio complementare, mercoledì 14 marzo, nella prigione di Giovanna).
211. ↑  Cremisi, 2000, pp. 94, 98, 99 (Quarto interrogatorio complementare, mercoledì 14 marzo, nella prigione di Giovanna).
212. ↑  Belloc, 2006, p. 73.
213. ↑  Pernoud, 1998, pp. 40-42.
214. ↑  Cremisi, 2000, p. 96 (Quarto interrogatorio complementare, mercoledì 14 marzo, nella prigione di Giovanna).
215. ↑  Cremisi, 2000, p. 31 (Terza udienza publica, sabato 24 febbraio, nella sala grande del castello di Rouen).
216. ↑  Cremisi, 2000, p. 110 (Sesto interrogatorio complementare, sabato 17 marzo, nella prigione di Giovanna).
217. ↑  Pernoud, 1992, pp. 75, 76.
218. ↑  Pernoud, 1998, p. 51.
219. ↑  Cremisi, 2000, pp. 124–144 Atti d'accusa.
220. ↑  Cremisi, 2000, pp. 40, 41 (Quarta udienza pubblica, martedì 27 febbraio, nella sala grande del castello di Rouen).
221. ↑  Cremisi, 2000, pp. 139, 140 (Sabato 31 marzo, vigilia di Pasqua, nella prigione di Giovanna).
222. ↑  Cremisi, 2000, pp. 157, 158 (Mercoledì 23 maggio, in una sala del Castello di Rouen, Undicesimo articolo).
223. ↑  Cremisi, 2000, pp. 155, 156 (Mercoledì 23 maggio, in una sala del Castello di Rouen, Settimo articolo).
224. ↑  Cremisi, 2000, p. 158 (Mercoledì 23 maggio, in una sala del Castello di Rouen, Dodicesimo articolo).
225. ↑  Michelet, 2000, p. 113.
226. ↑   Giovanna d'Arco, Boydell and Brewer Limited, 1º settembre 2011,  pp. 261-278. URL consultato l'8 giugno 2023.
227. ↑  Michelet, 2000, pp. 111, 112.
228. ↑  Cardini, 1999, pp. 136-138.
229. ↑  Cardini, 1999, pp. 142, 147, 148.
230. ↑  Pernoud-Clin, 1987, p. 169.
231. ↑  Cremisi, 2000, p. 161 (Mercoledì 23 maggio, in una sala del castello di Rouen).
232. ↑  Belloc, 2006, p. 74.
233. ↑  Michelet, 2000, pp. 132, 133.
234. ↑  Pernoud-Clin, 1987, pp. 172, 173.
235. ↑  Cremisi, 2000, p. 163 (Giovedì 24 maggio, nel cimitero dell'abbazia di Saint-Ouen a Rouen).
236. ↑  Pernoud-Clin, 1987, pp. 167, 168.
237. ↑  Michelet, 2000, pp. 110, 111.
238. ↑  Pernoud-Clin, 1987, pp. 165, 172.
239. 1 2  Cardini, 1999, p. 151.
240. ↑  Pernoud-Clin, 1987, p. 173.
241. ↑  Cremisi, 2000, p. 164 (Giovedì 24 maggio, nel cimitero dell'abbazia di Saint-Ouen a Rouen).
242. ↑  Pernoud-Clin, 1987, pp. 173-175.
243. ↑  Pernoud-Clin, 1987, p. 110.
244. ↑  Cremisi, 2000, p. 49 (Quinta udienza pubblica, giovedì 1º marzo, nella sala grande del castello di Rouen).
245. ↑  Pernoud-Clin, 1987, p. 174.
246. ↑  Cardini, 1999, p. 152.
247. ↑  Pernoud, 1992, pp. 80, 81.
248. ↑  Michelet, 2000, pp. 135, 136.
249. ↑  Pernoud, 1992, p. 82.
250. ↑  Michelet, 2000, p. 136.
251. ↑  Michelet, 2000, pp. 145, 146.
252. 1 2  Belloc, 2006, pp. 75, 76.
253. ↑  Michelet, 2000, p. 146.
254. ↑  Pernoud-Clin, 1987, p. 175.
255. ↑  Cremisi, 2000, pp. 167–169 (Processo di "relapsa". Esecuzione).
256. ↑  (FR) Procès de condamnation - la cause de relaps - Déliberation - 29 mai 1431, su stejeannedarc.net. URL consultato il 26 novembre 2011.
257. ↑  Pernoud-Clin, 1987, p. 177.
258. ↑  Cardini, 1999, p. 158.
259. ↑  Pernoud, 1992, pp. 84, 85.
260. ↑  Pernoud-Clin, 1987, pp. 178-181.
261. ↑  Belloc, 2006, p. 77.
262. ↑  Michelet, 2000, pp. 152-154.
263. ↑  Pernoud-Clin, 1987, pp. 179-181.
264. ↑  Pernoud-Clin, 1987, p. 198.
265. ↑  Garnier, 1999, pp. 264-266.
266. ↑  Pernoud-Clin, 1987, pp. 194, 195.
267. ↑  Garnier, 1999, pp. 277-279.
268. ↑  Pernoud-Clin, 1987, p. 234.
269. ↑  Caffin de Merouville, 2003, pp. 344-349.
270. ↑  (FR)   Procès de réhabilitation - CHAPITRE I - PRÉSENTATION DU RESCRIT, PROCURATIONS ET PREMIÈRES CITATIONS - I - Présentation du rescrit et suppliques initiale - 7 novembre 1455, su stejeannedarc.net. URL consultato il 26 novembre 2011.
271. ↑  Pernoud, 1969, p. 182.
272. ↑  (FR) La Forêt de Saint-Germain-en-Laye, su rene.clementi.free.fr. URL consultato il 16 marzo 2011.
273. ↑  Cardini, 1999, pp. 169, 170.
274. ↑   Bolla di canonizzazione di Giovanna d'Arco a firma di Benedetto XV del 16 maggio 1920, su vatican.va. URL consultato il 26 novembre 2011.
275. ↑   Catechismo della Chiesa Cattolica, n. 2005, su vatican.va. URL consultato il 26 novembre 2011.
276. ↑  Pernoud-Clin, 1987, pp. 49-50.
277. ↑  Pernoud-Clin, 1987, pp. 139-140.
278. ↑  Pernoud-Clin, 1987, pp. 175, 176.
279. ↑  Michelet, 2000, pp. 152, 153.
280. 1 2  Pernoud-Clin, 1987, p. 181.
281. ↑  Belloc, 2006, p. 78.
282. ↑  (EN) Alex Duval Smith, Solved at last: the burning mystery of Joan of Arc, in The Observer, 17 dicembre 2006. URL consultato il 26 novembre 2011.
283. ↑   Francia, luce sui resti di Giovanna d'Arco: "Reliquie false, ci sono ossa di gatto", in La Repubblica, 18 dicembre 2006. URL consultato il 26 novembre 2011.
284. ↑   False le reliquie di Giovanna d'Arco: "Appartengono ad una mummia egizia", in La Repubblica, 4 aprile 2007. URL consultato il 26 novembre 2011.